# Siemens

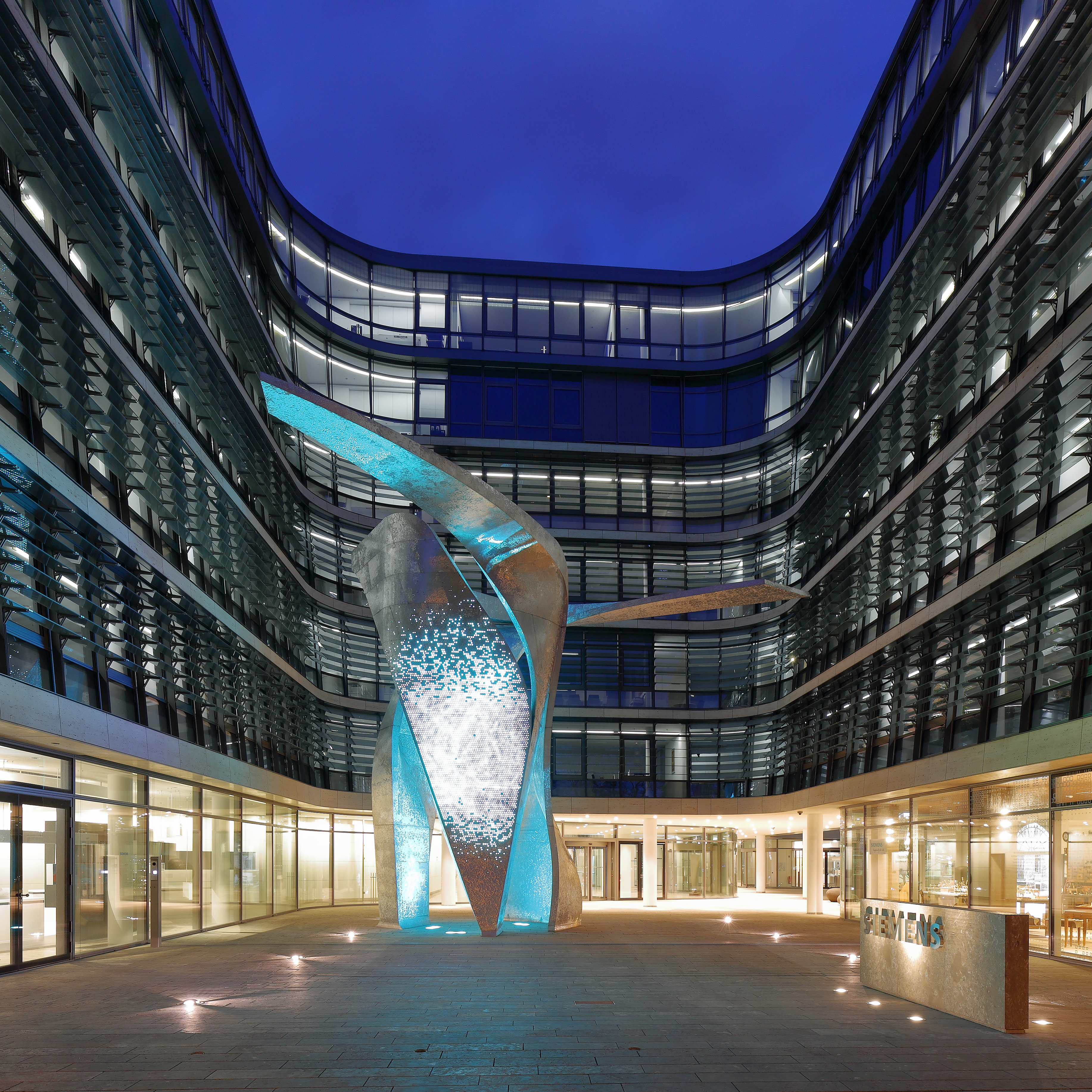
Skulptur „The Wings“ von Architekt und Künstler Daniel Libeskind vor der Siemens-Zentrale in München

Die Siemens AG ist ein deutscher Mischkonzern mit den Schwerpunkten Automatisierung und Digitalisierung in der Industrie, Infrastruktur für Gebäude, dezentrale Energiesysteme, Mobilitätslösungen für den Schienen- und Straßenverkehr sowie Medizintechnik. Seinen Kern bildet die börsennotierte Siemens AG als herrschendes Unternehmen, dazu gehören zahlreiche deutsche und internationale Konzernunternehmen. Der Konzern hat 125 Standorte in Deutschland und ist in 190 Ländern vertreten. Unternehmenssitz ist Berlin und München.
Der Konzern hat seine Wurzeln in der 1847 in Berlin gegründeten Telegraphen Bau-Anstalt von Siemens & Halske von Werner Siemens (ab 1888 nobilitiert „von Siemens“) und Johann Georg Halske. Durch Fusion der drei Firmen Siemens & Halske AG, Siemens-Schuckertwerke AG und Siemens-Reiniger-Werke AG entstand 1966 die heutige Siemens AG.
Heute sind wiederum wesentliche Teile des Geschäftes in eigenständigen Unternehmen wie Siemens Healthineers und Siemens Mobility organisiert. Das Energiegeschäft wurde im Jahr 2020 abgespalten, in die eigenständige Siemens Energy AG überführt und wird nicht mehr von der Siemens AG konsolidiert.
Im Bereich der Automatisierungstechnik gilt Siemens als Vorreiter und umsatzstärkstes Unternehmen der Welt.

## Geschichte des Konzerns

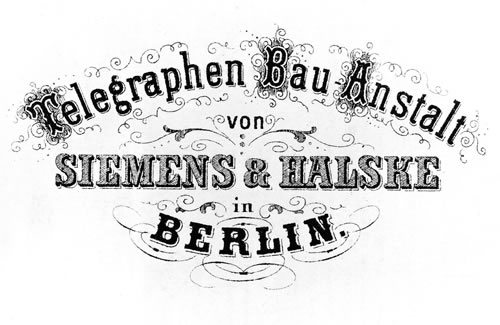
Firmenzeichen der Telegraphen Bau-Anstalt von Siemens & Halske

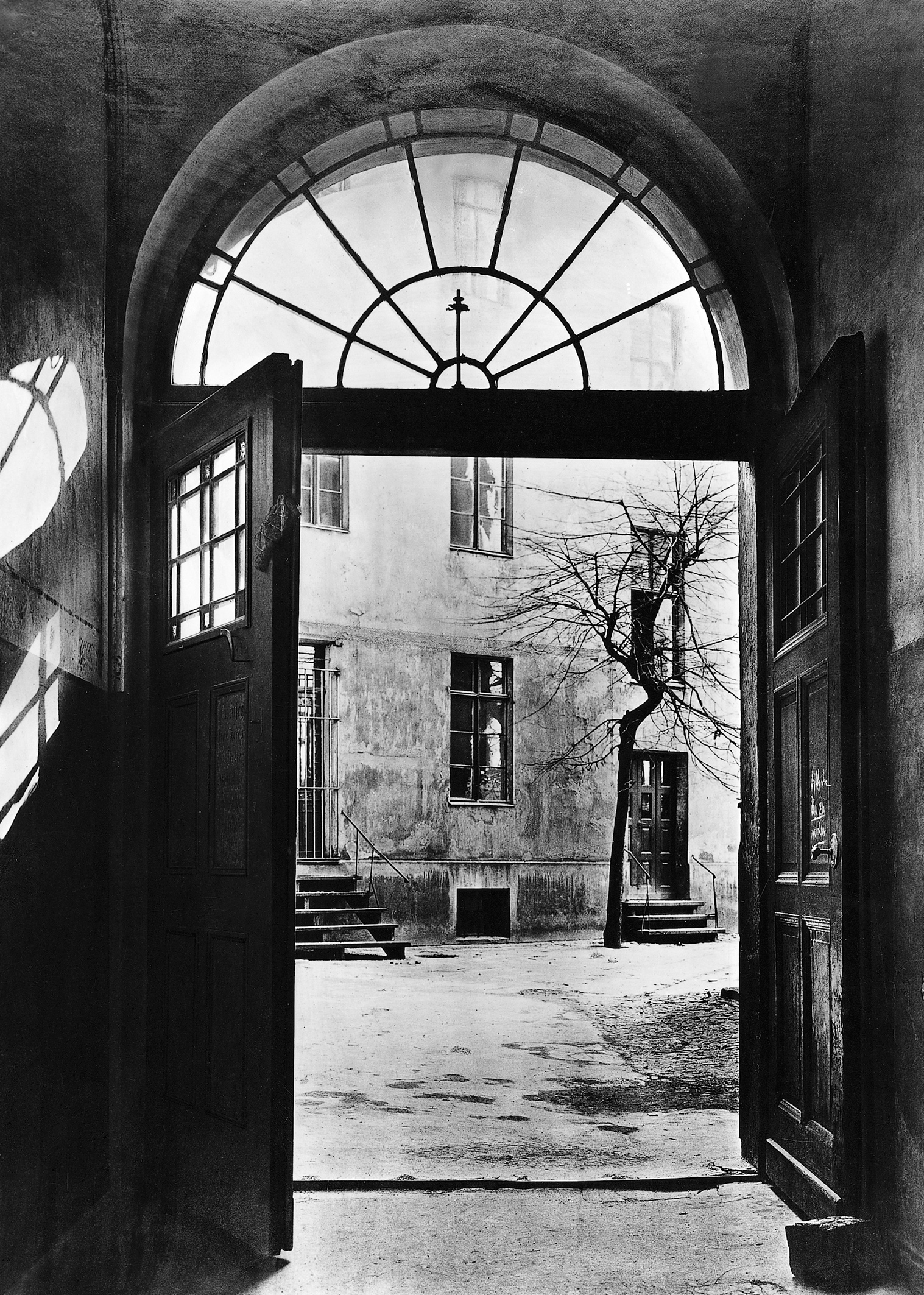
Oktober 1847: erste Werkstatt von Siemens & Halske im Hinterhaus der Berliner Schöneberger Straße 33; heute Nr. 19

Logos
1847
1899
1925
1928
1936
1973
1991

### Gründung durch Siemens und Halske
Am 1. Oktober 1847 gründete Leutnant Werner Siemens, Ingenieuroffizier in der Berliner Artilleriewerkstatt und federführender Kopf der Preußischen Telegraphenkommission, zusammen mit dem Feinmechanikermeister Johann Georg Halske die Telegraphen Bau-Anstalt von Siemens & Halske in Berlin. Grundlage bildet der von Siemens konstruktiv verbesserte Zeigertelegraf. Das Berliner Unternehmen entwickelte sich innerhalb weniger Jahrzehnte von einer kleinen Werkstatt im Hinterhaus der Schöneberger Straße 33 in Berlin-Schöneberg, die neben Telegraphen vor allem Eisenbahn-Läutewerke, Drahtisolierungen und Wasserzähler herstellte, zu einem der weltweit größten Elektrounternehmen.

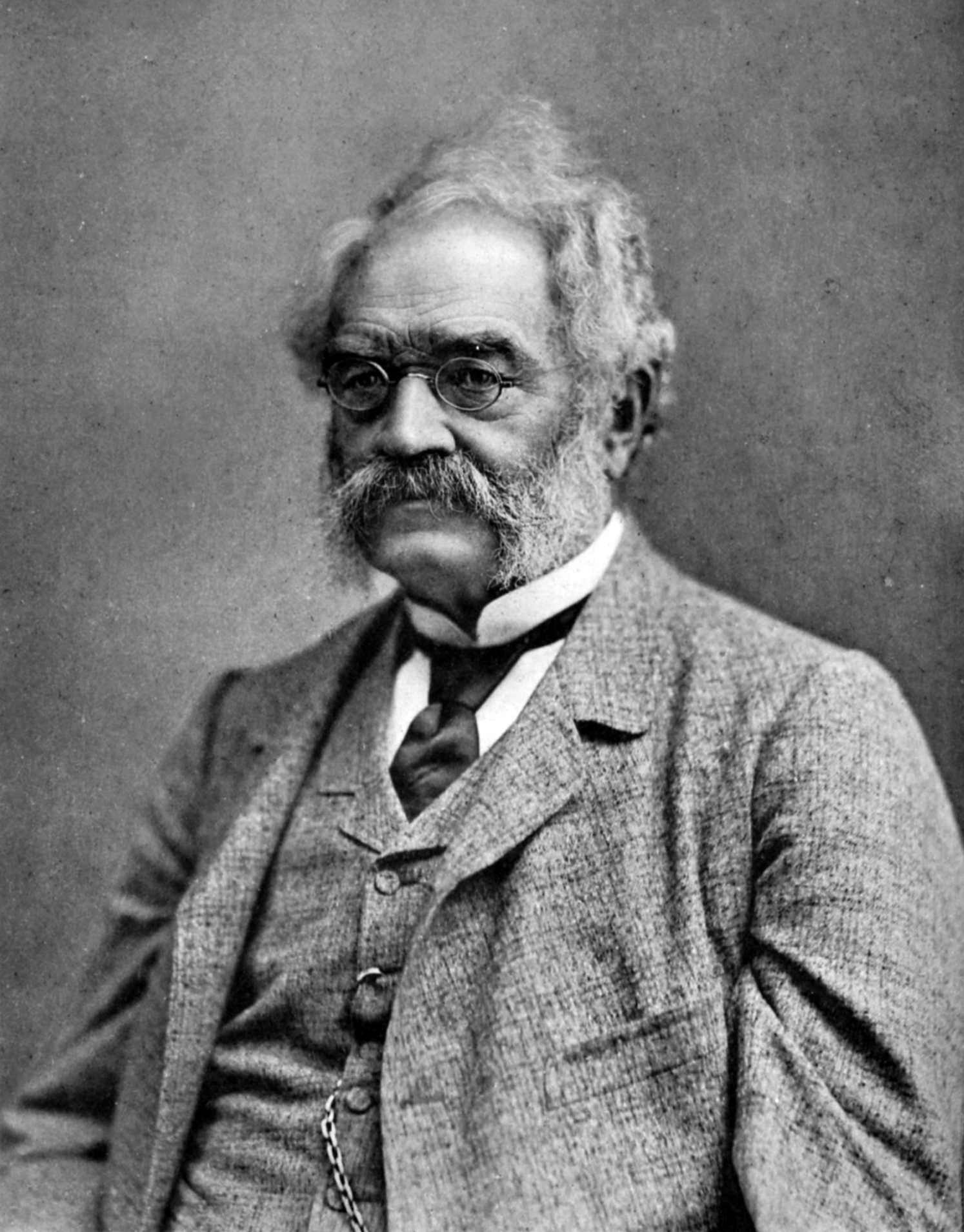
Werner von Siemens, Unternehmensgründer
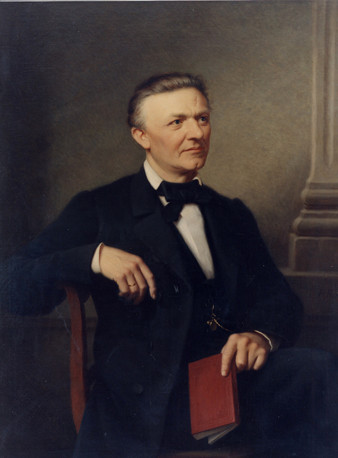
Johann Georg Halske, Gründungspartner
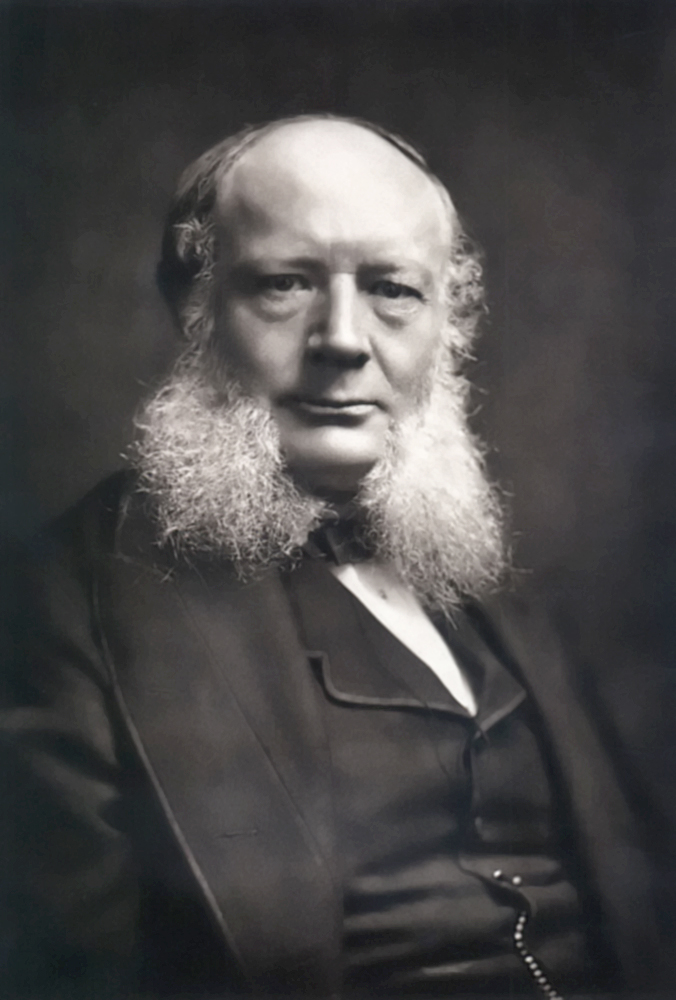
Sir William Siemens, Begründer der Niederlassung London
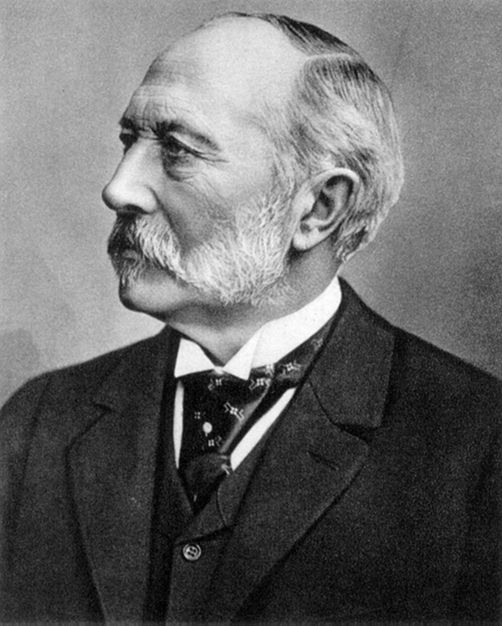
Carl Heinrich von Siemens, Begründer der Niederlassung St. Petersburg
Wilhelm von Siemens, Unternehmenschef von 1890 bis 1919

Der Siemens-Konzern gehört zu den ersten multinationalen Industrieunternehmen Europas. Die Auslandsproduktion begann 1863 mit einem Kabelwerk in London-Woolwich. Woolwich war der Produktionsstandort des englischen Zweiges Siemens Brothers & Co. 1882 folgte ein Kabelwerk in Sankt Petersburg. Die von Arnold von Siemens aufgebaute Wiener Filiale begann 1883 ebenfalls eine eigene Produktion. 1892 wurde die Siemens & Halske Japan Agency in Tokio gegründet, welche die erste Siemens-Niederlassung in Übersee war.
Im März 1914 trat das Kabinett Yamamoto I wegen eines Bestechungsskandals (Siemens-Skandal) zurück. Eine von Arnold 1892 mit zwei amerikanischen Partnern errichtete Fabrik für Eisenbahnmotoren und Dynamomaschinen in Chicago, die General Electric Konkurrenz machen sollte, wurde im August 1894 durch einen Brand völlig zerstört. Bei Ausbruch des Ersten Weltkrieges 1914 bestanden Produktionsstätten in Großbritannien, Russland, Österreich-Ungarn, Frankreich, Belgien und Spanien. Insgesamt besaß Siemens in 49 Ländern 168 Vertretungsbüros.

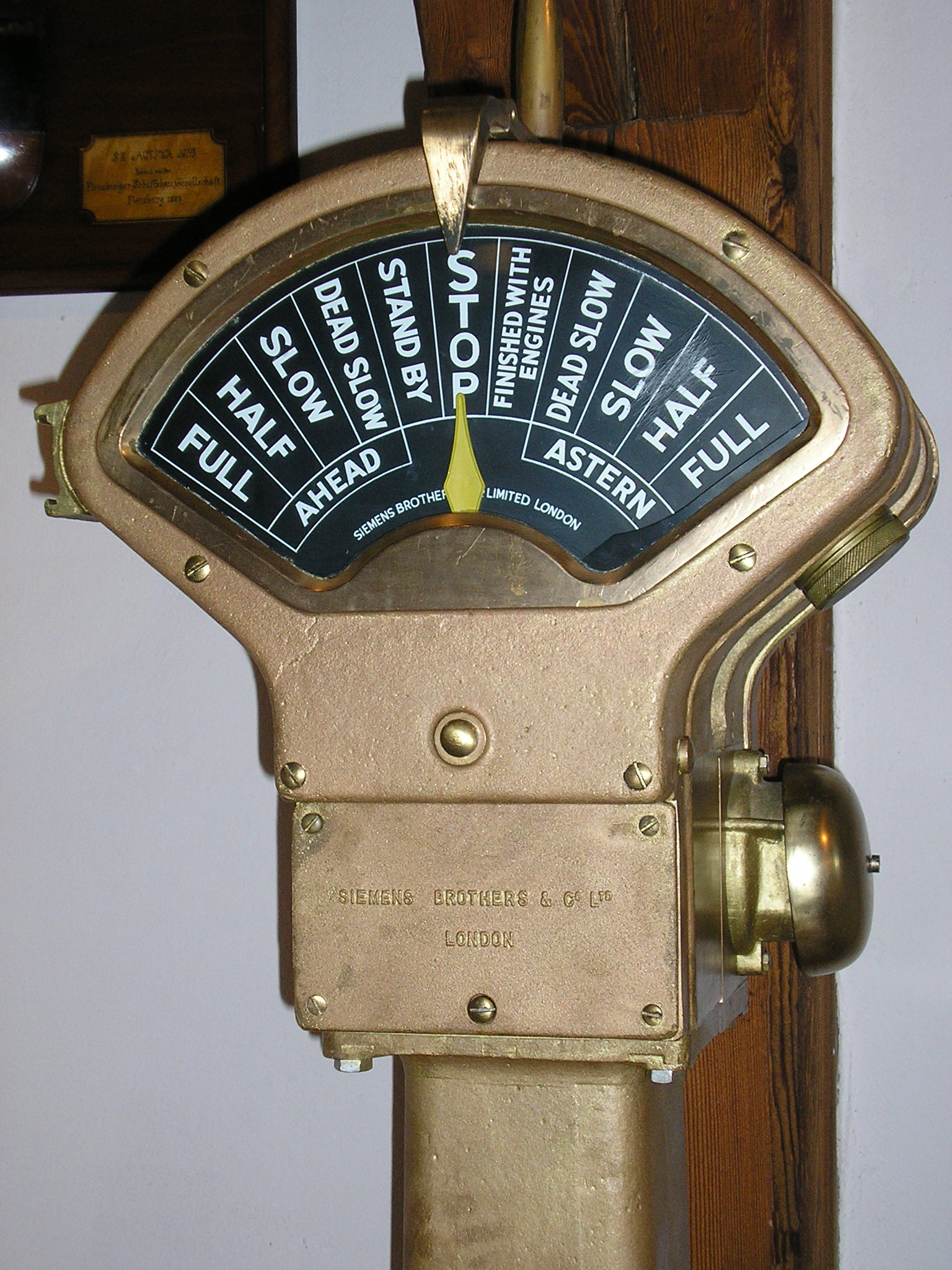
Maschinentelegraf von Siemens Brothers & Co. Ltd, London
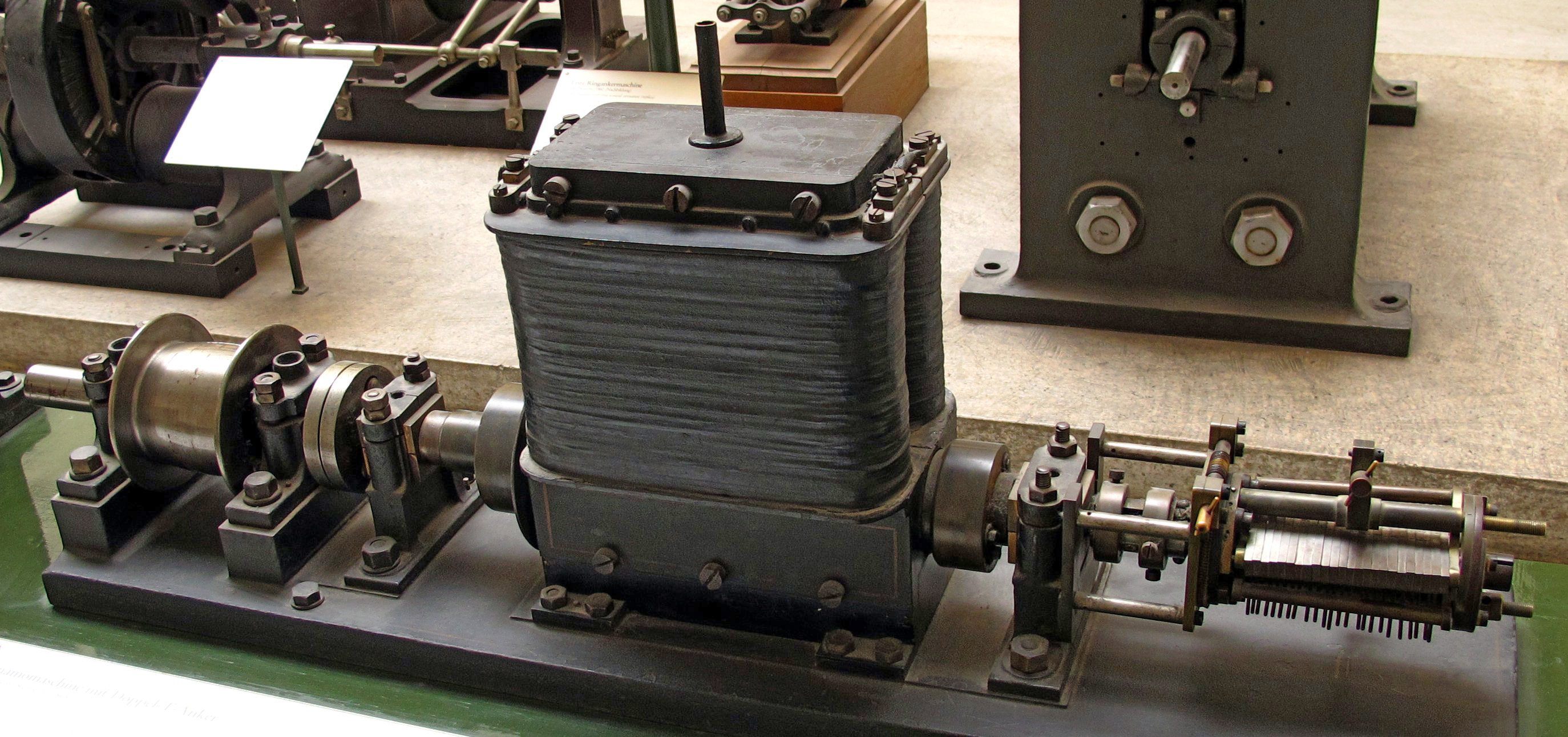
Dynamomaschine 1868
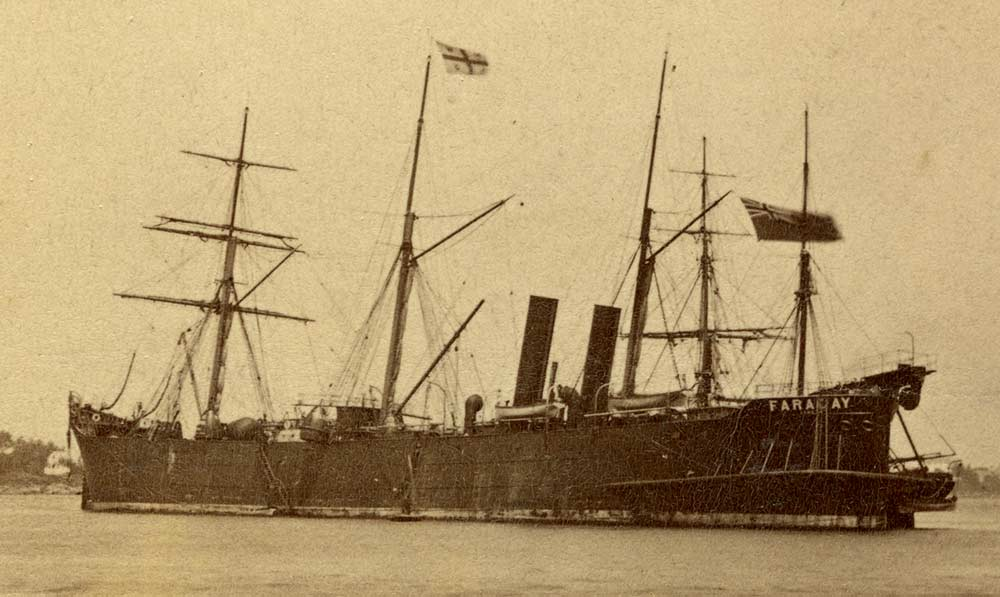
Kabelverlegungsschiff Faraday der Siemens Brothers & Co. Ltd, 1874
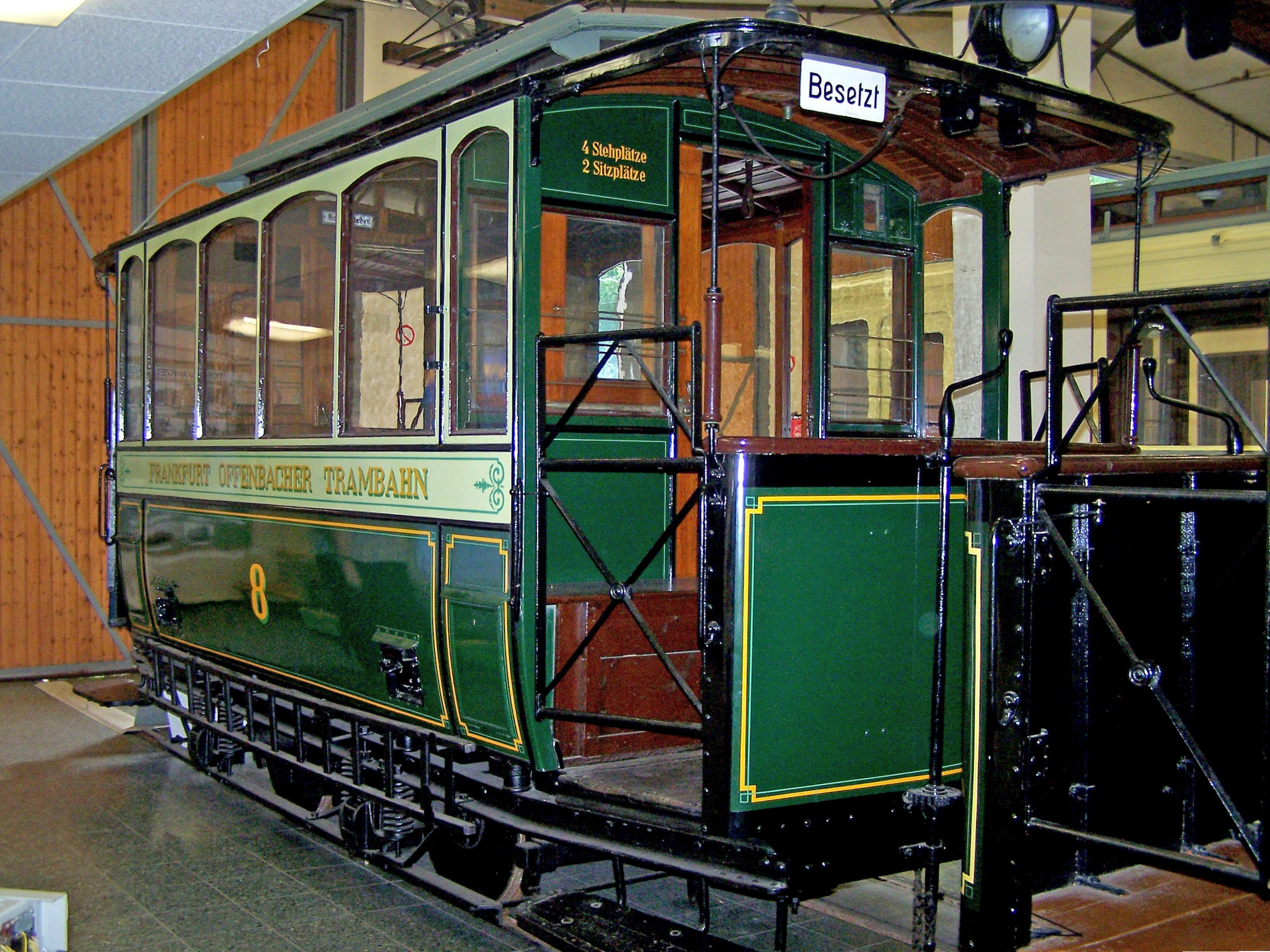
Triebwagen 8 der FOTG im Verkehrsmuseum Frankfurt am Main
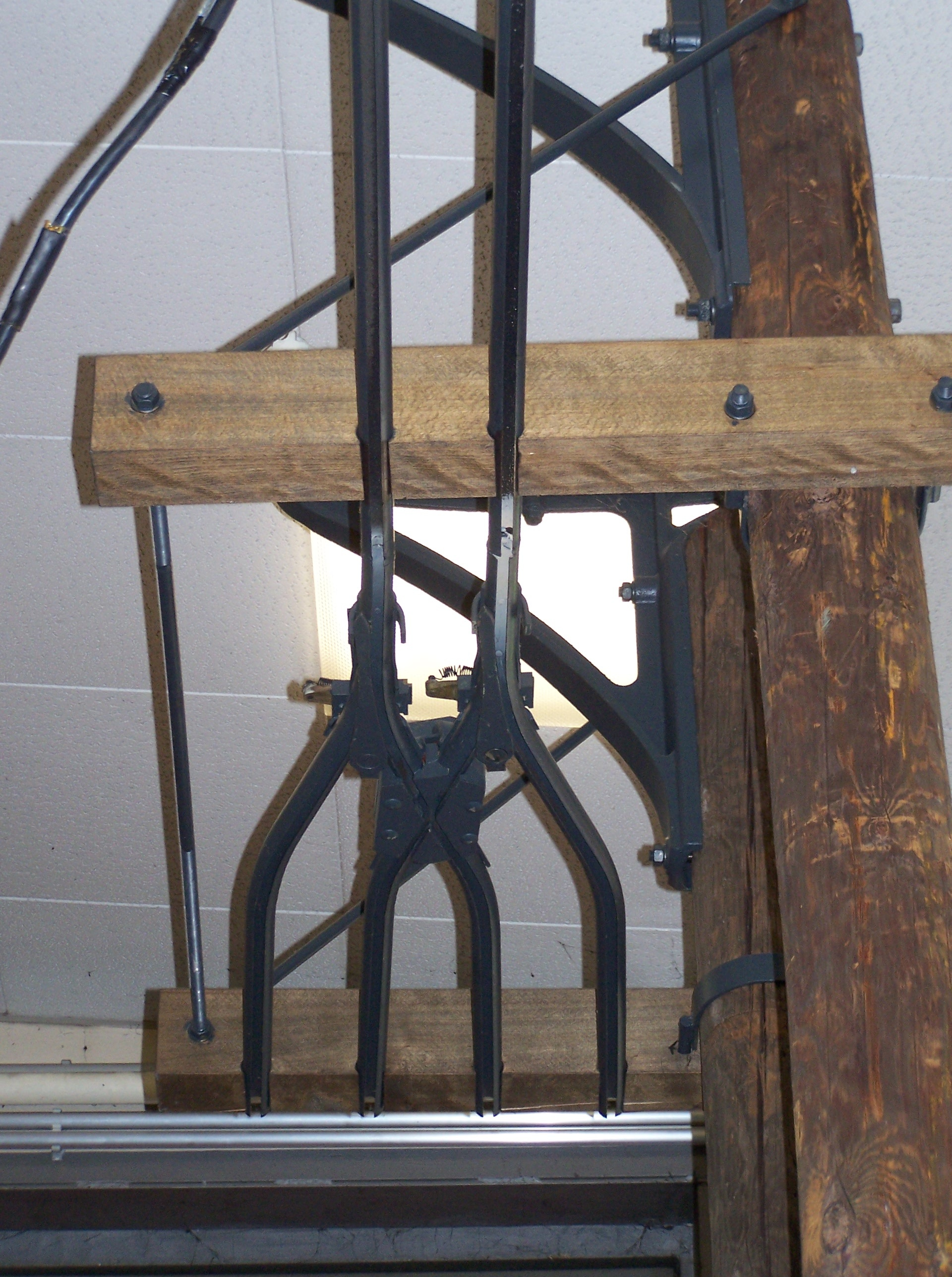
Weiche einer Schlitzrohrfahrleitung der FOTG im Frankfurter Verkehrsmuseum
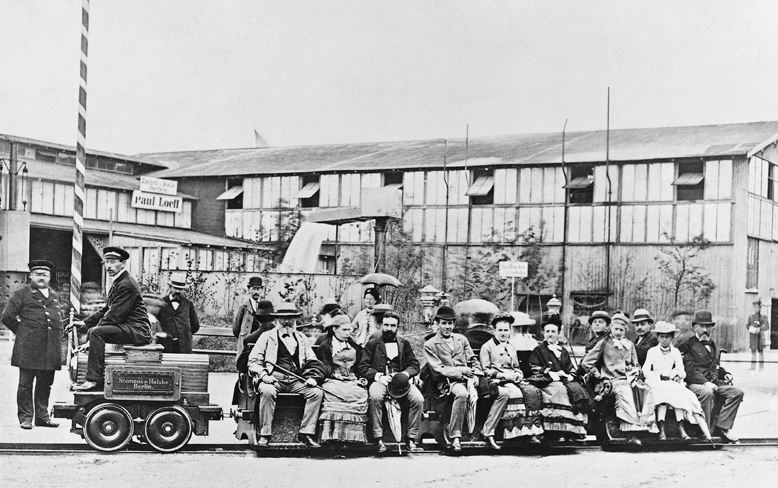
Weltweit erste elektrische Lokomotive von 1879, von Siemens&Halske
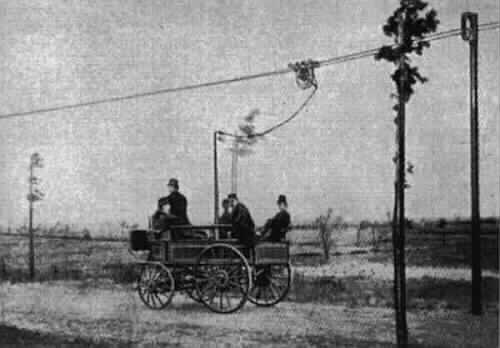
Elektromote 1882
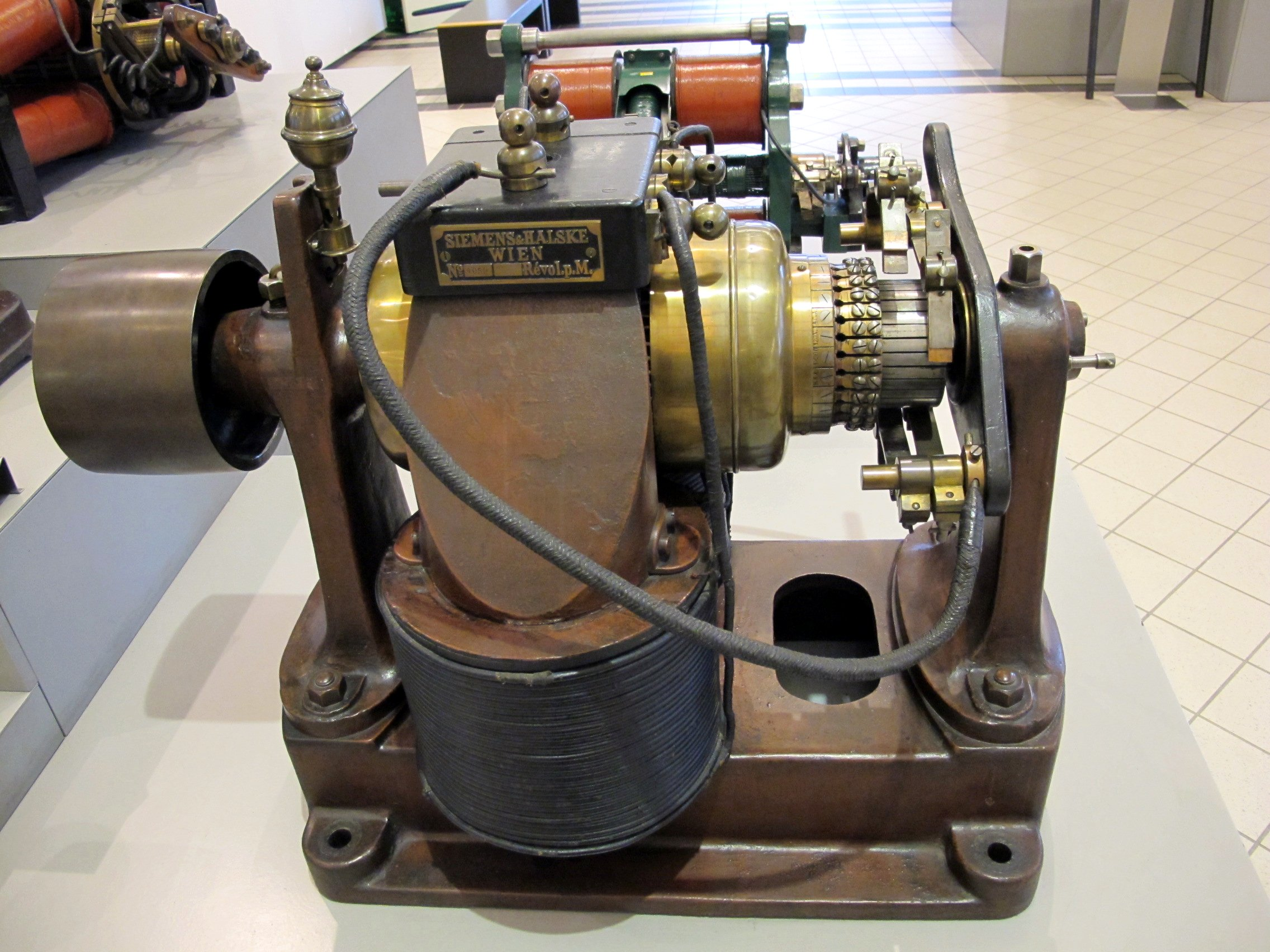
Gleichstromgenerator 1890
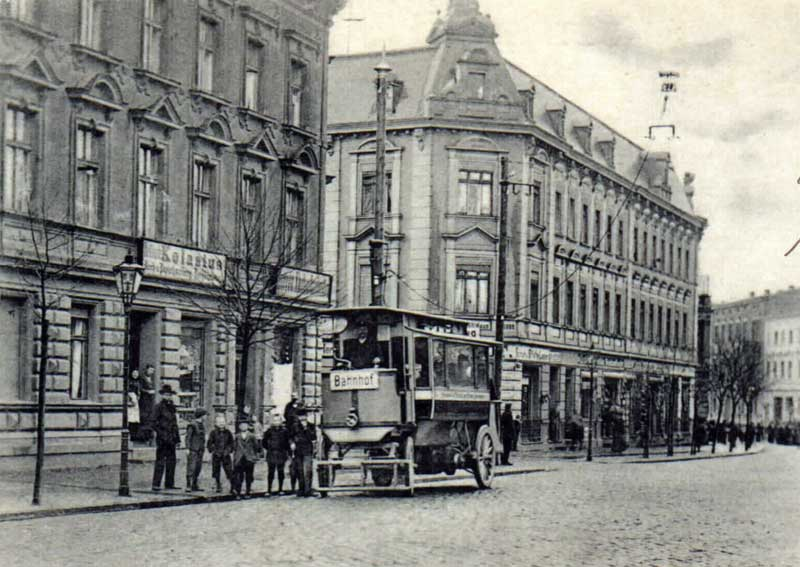
Oberleitungsbus in Eberswalde 1901
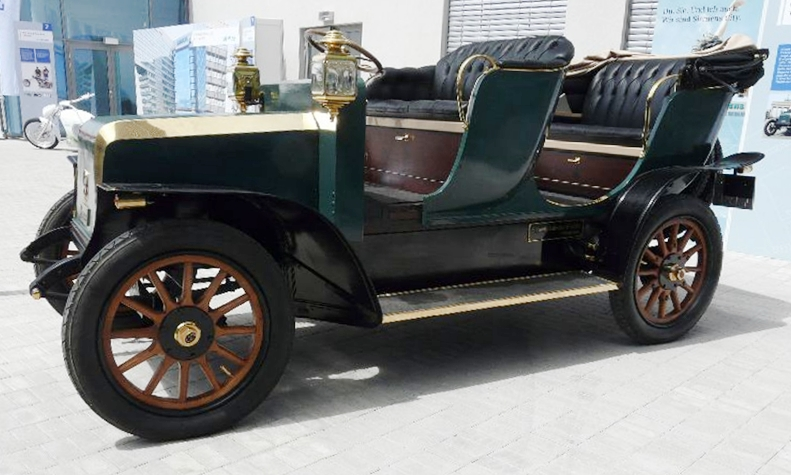
Elektrische Viktoria von 1905 (Nachbau 2010)

Der erste Standort der Siemens & Halske Maschinenfabrik und Telegraphenbauanstalt etablierte sich in der Berliner Friedrichstadt an der Markgrafenstraße 88–94/Charlottenstraße 6–7. 1904 wurde das sogenannte Berliner Werk geschlossen. Ab dem Jahr 1883 wurde bereits am Salzufer in Charlottenburg durch den Kauf der ehemaligen Maschinenfabrik von Freund ein zweites Werk angelegt, das bis 1903 nach Plänen von Siemens-Baudezernatsleiter Karl Janisch baulich erweitert wurde.

### Umwandlung in eine Aktiengesellschaft

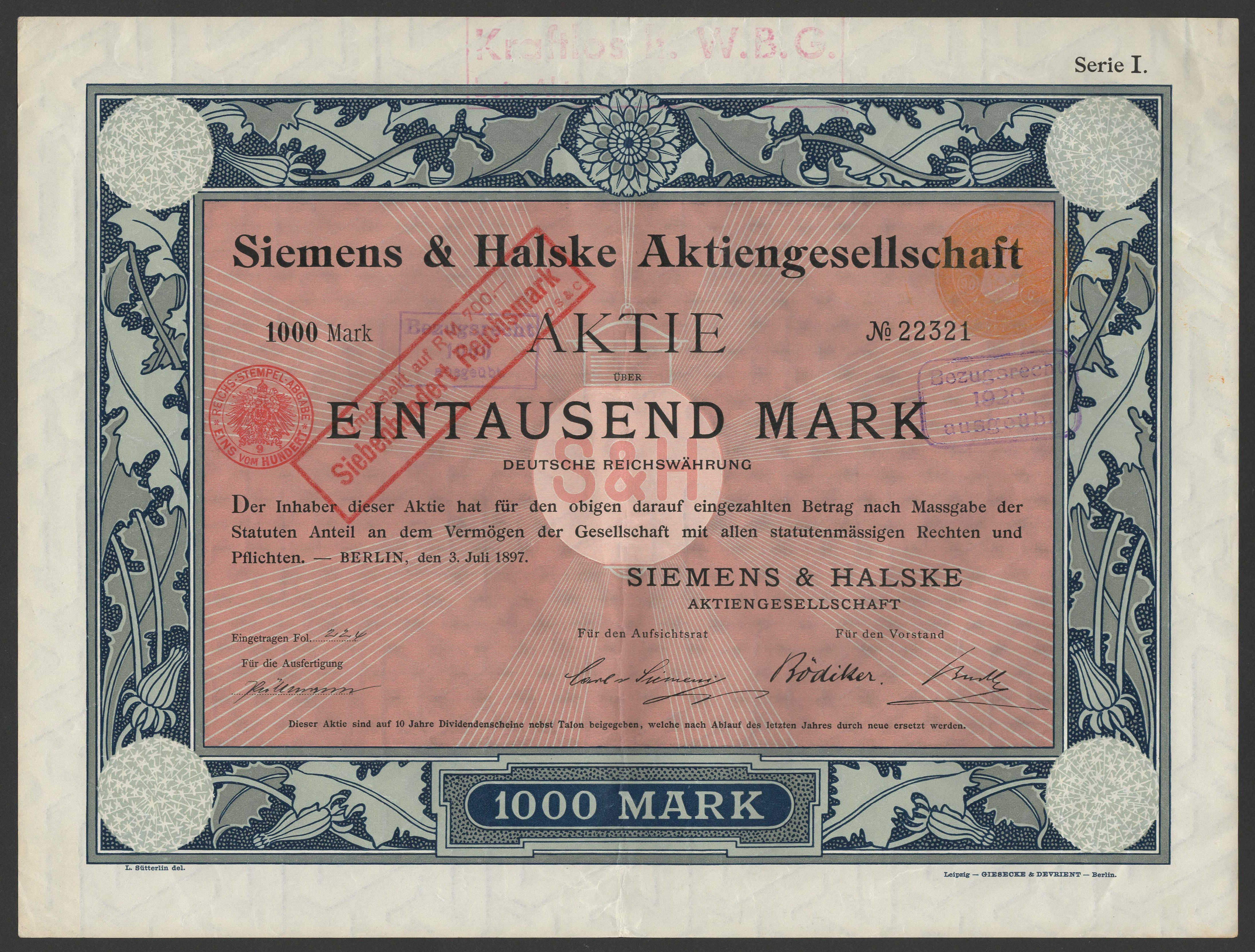
Gründungsaktie, Gestaltung Ludwig Sütterlin, 1897

1890 schied Werner von Siemens aus der Geschäftsführung aus, Inhaber waren nun Bruder Carl und die Söhne Arnold und Wilhelm. 1897 erfolgte die Umwandlung von Siemens & Halske in eine Aktiengesellschaft. Zunehmend entwickelte sich jedoch die Allgemeine Electricitäts-Gesellschaft (AEG) zum Gegenspieler von Siemens auf dem deutschen Elektromarkt. Beide Unternehmen verschafften sich 1891 auf der Internationalen Elektrotechnischen Ausstellung grenzübergreifende Aufmerksamkeit.

#### Neuer Standort in Berlin – die Siemensstadt
Die in Berlin liegenden Siemens-Fabriken wurden ab Ende der 1890er-Jahre, angefangen mit dem Kabelwerk Westend, vor die Stadtgrenze in den nordwestlich liegenden und bis 1920 selbstständigen Stadtkreis Spandau verlegt, wo auf einem brachliegenden Areal an den „Nonnenwiesen“ ein später Siemensstadt genannter eigener Stadtteil entstand.
Im 1906 gebauten „Blockwerk I“ (Fertigung von Blockeinrichtungen der Eisenbahn) am Nonnendamm in der Siemensstadt baute S & H ab 1912 auch luftgekühlte Flugmotoren (Sh.III, 1916) für die Luftstreitkräfte des Deutschen Kaiserreiches.
Technologie-Campus „Siemensstadt Square“ in Berlin

Im Oktober 2019 hat das Unternehmen die Weiterentwicklung der Siemensstadt in Berlin angekündigt. Der Schwerpunkt soll dabei die durchgehende Digitalisierung der Produktion sein und ein vernetztes Ökosystem „mit flexiblen Arbeitsbedingungen, gesellschaftlicher Integration und bezahlbarem Wohnraum geschaffen werden“. Das Unternehmen plant Investitionen in Höhe von 600 Millionen Euro und sieht die Entscheidung für den Berliner Standort als Bekenntnis zu den Wurzeln des Unternehmens.
Das Vorhaben wird durch eine enge Kooperation mit dem Land Berlin und dem Bezirk Spandau unterstützt. So soll beispielsweise die in den 1980er-Jahren stillgelegte Siemensbahn wieder aktiviert werden und den neuen Campus erschließen.
Im Januar 2020 wurde der Sieger des städtebaulichen Wettbewerbs präsentiert und das weitere Vorgehen konkretisiert.

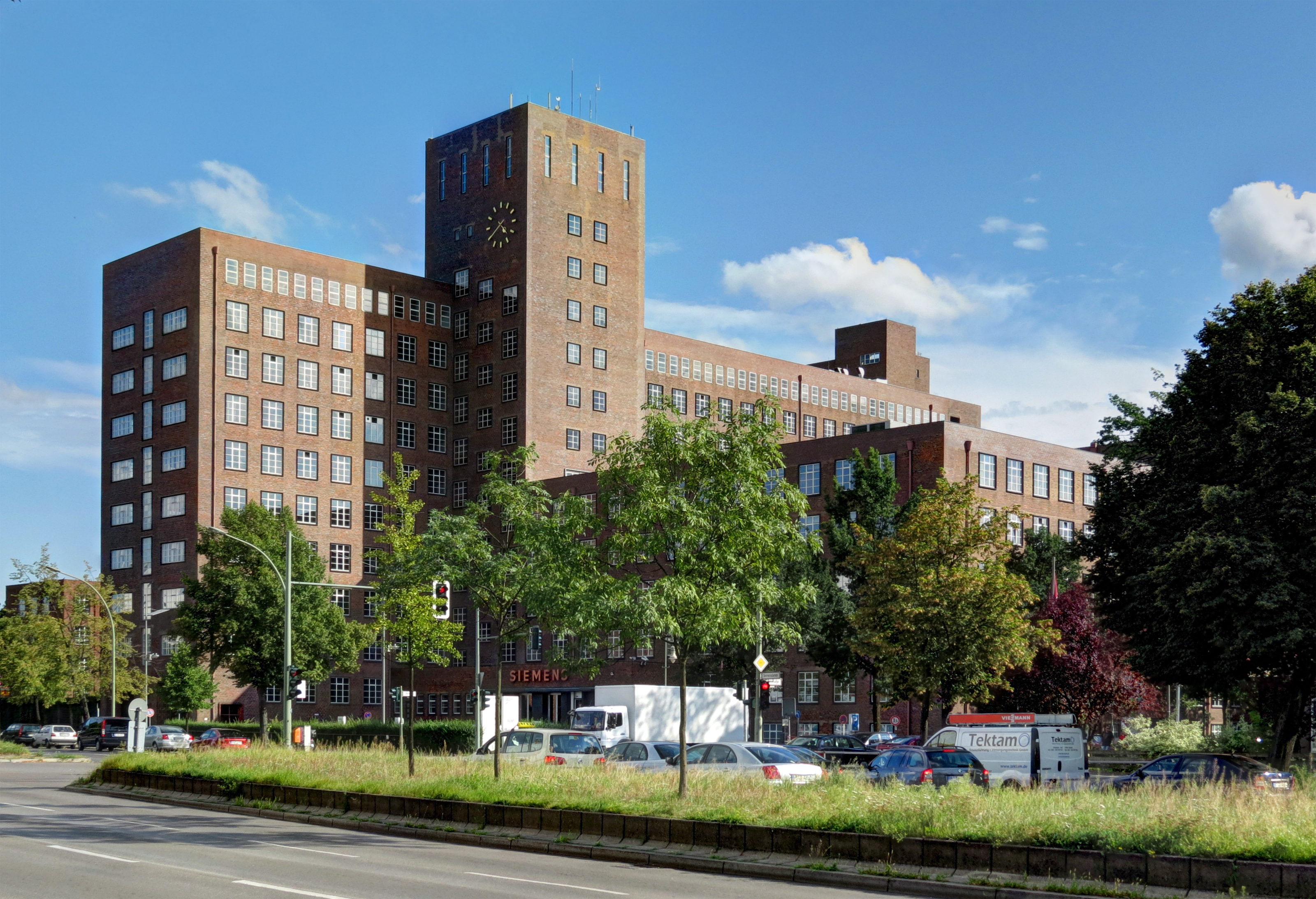
Wernerwerk-Hochhaus in Berlin-Siemensstadt
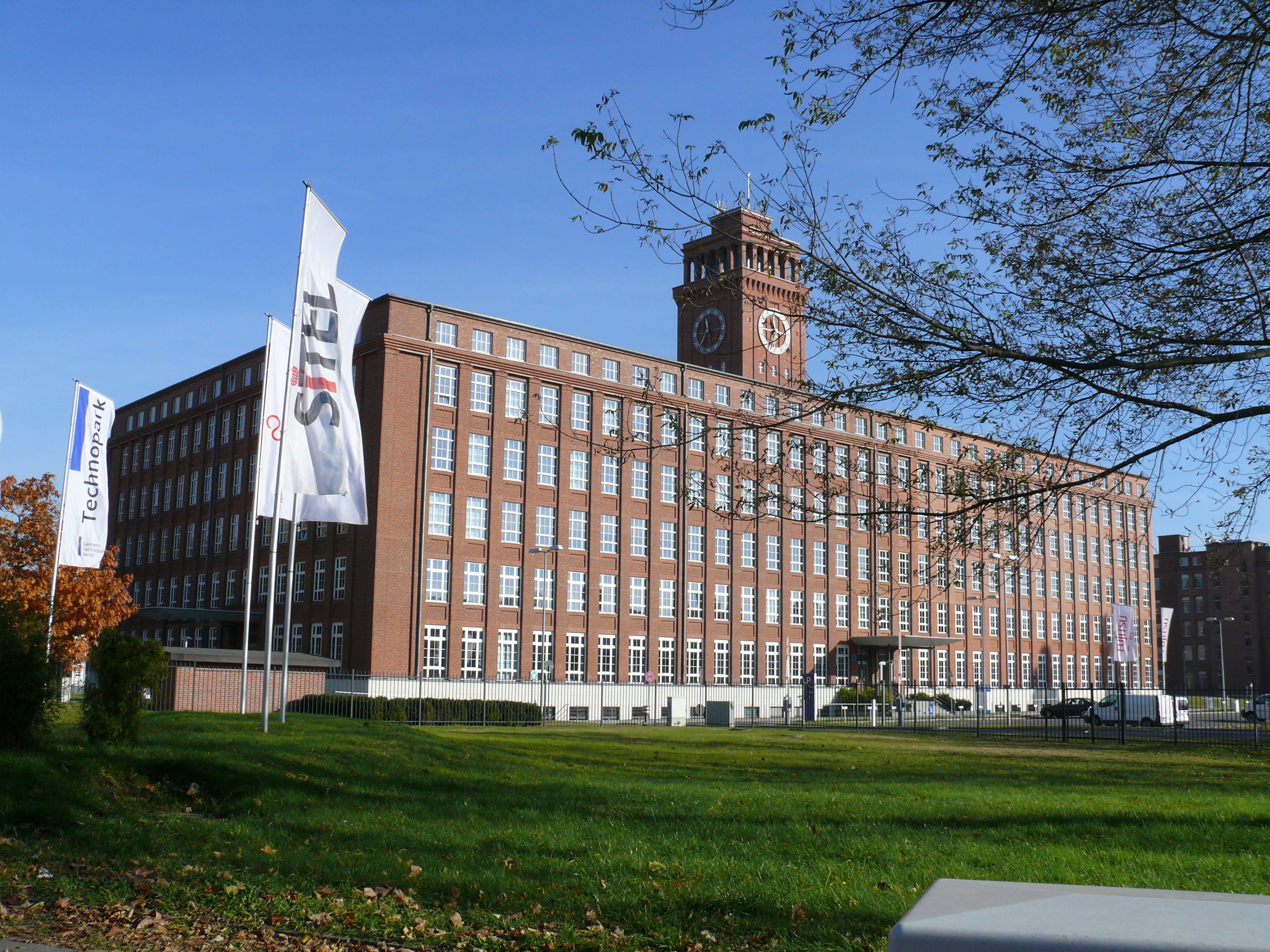
Wernerwerk II in Berlin-Siemensstadt
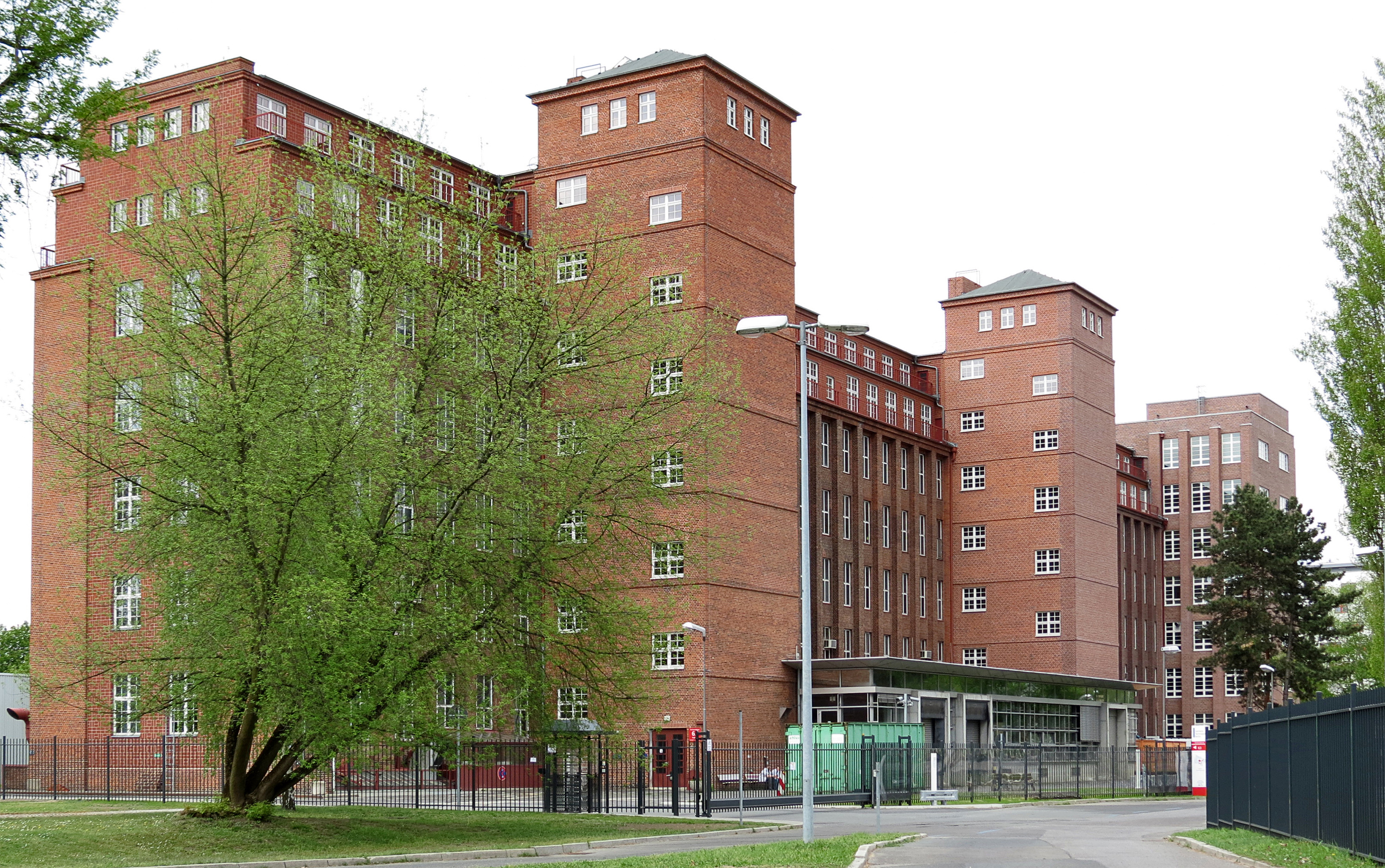
Wernerwerk XV in Berlin-Siemensstadt
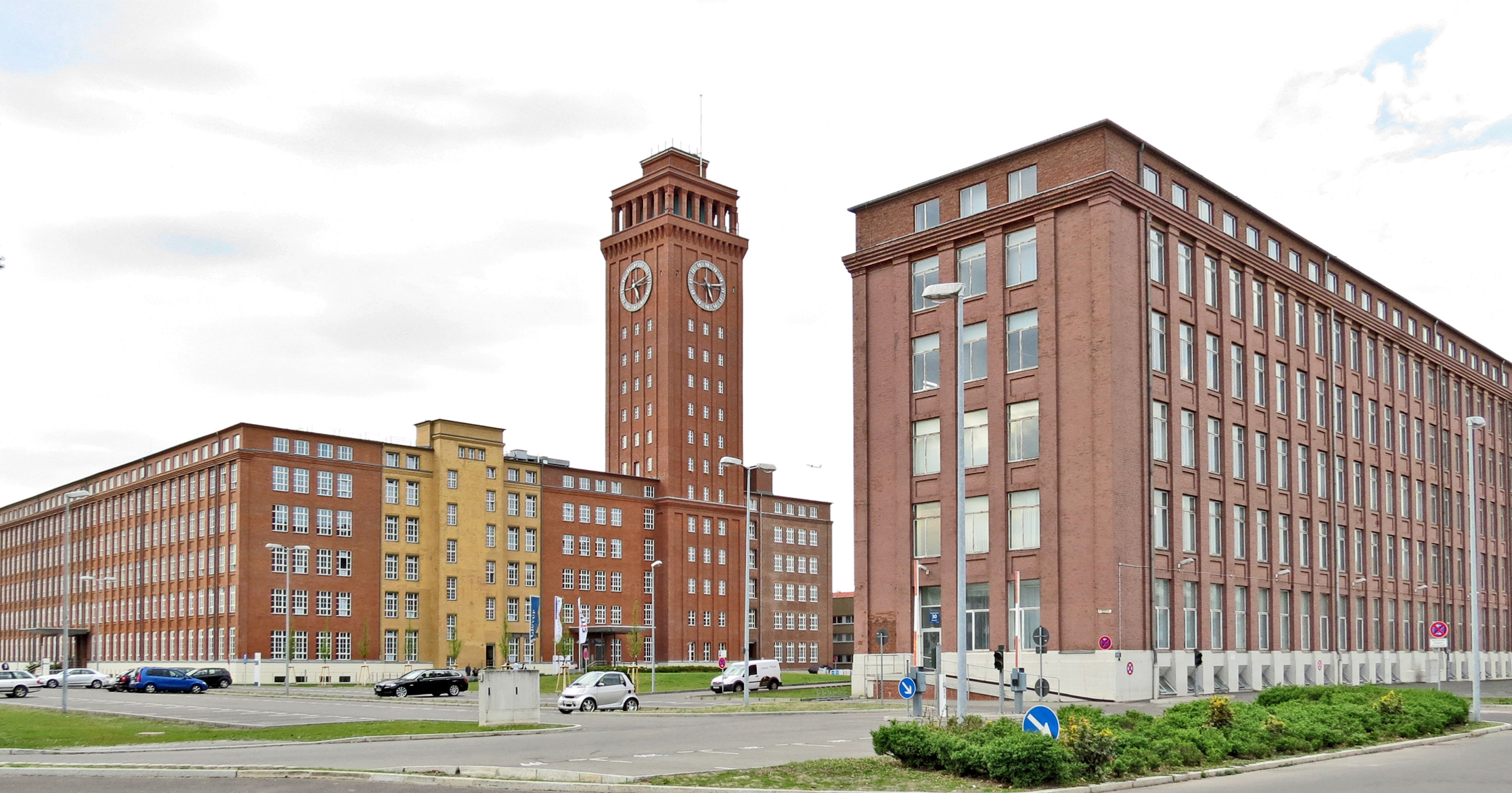
Siemens-Turm in Berlin-Siemensstadt

### Neue Unternehmen und vielfältige Beteiligungen
Nach den Verlusten des Ersten Weltkrieges gehörte Siemens schon Mitte der 1920er-Jahre wieder zu den fünf weltweit führenden Elektrokonzernen. Kurzfristig kooperierte Siemens nach 1920 in der Siemens-Rheinelbe-Schuckert-Union unter der Führung von Hugo Stinnes eng mit Unternehmen der Eisen-, Stahl- und Kohleindustrie. Später wurden einzelne Produktbereiche in spezialisierte Tochter- und Beteiligungsgesellschaften ausgegliedert. So entstanden unter anderem die Osram G.m.b.H. KG (1920), die Siemens-Bauunion (1921), die Siemens-Reiniger-Veifa Gesellschaft für medizinische Technik mbH (1925, ab 1932 Siemens-Reiniger-Werke AG, SRW) und nach Übernahme der Eisenbahnsignal-Bauanstalt Max Jüdel & Co. in Braunschweig die Vereinigte Eisenbahn-Signalwerke GmbH (1929).

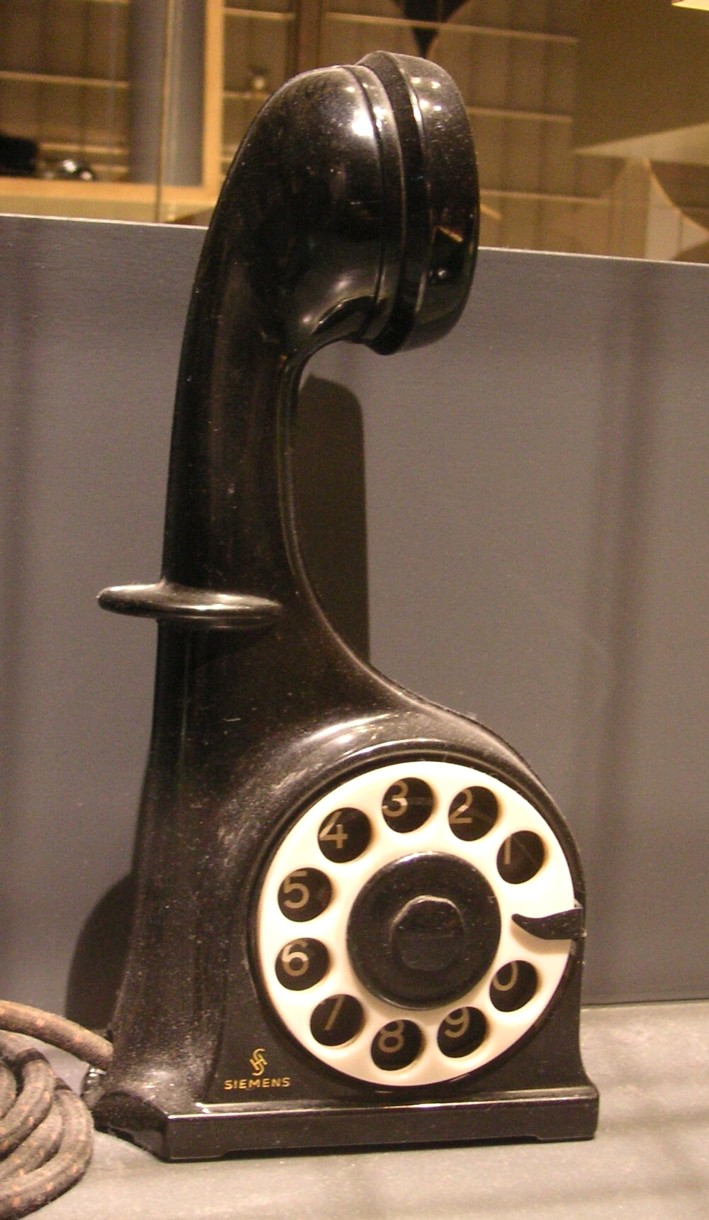
Siemens-Telefon „Hockender Hund“ 1929
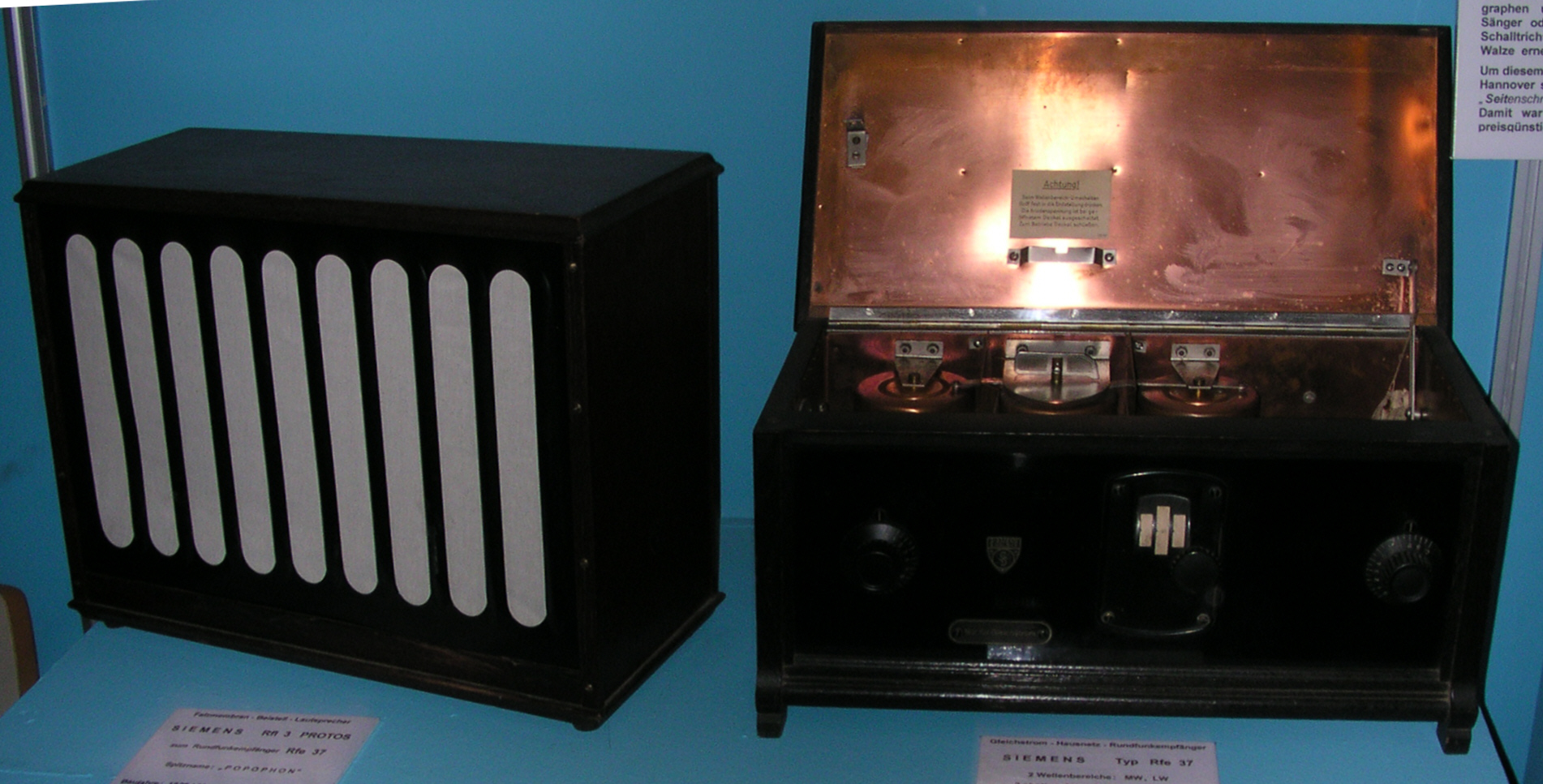
Siemens-Radio Rfe 37, 1929
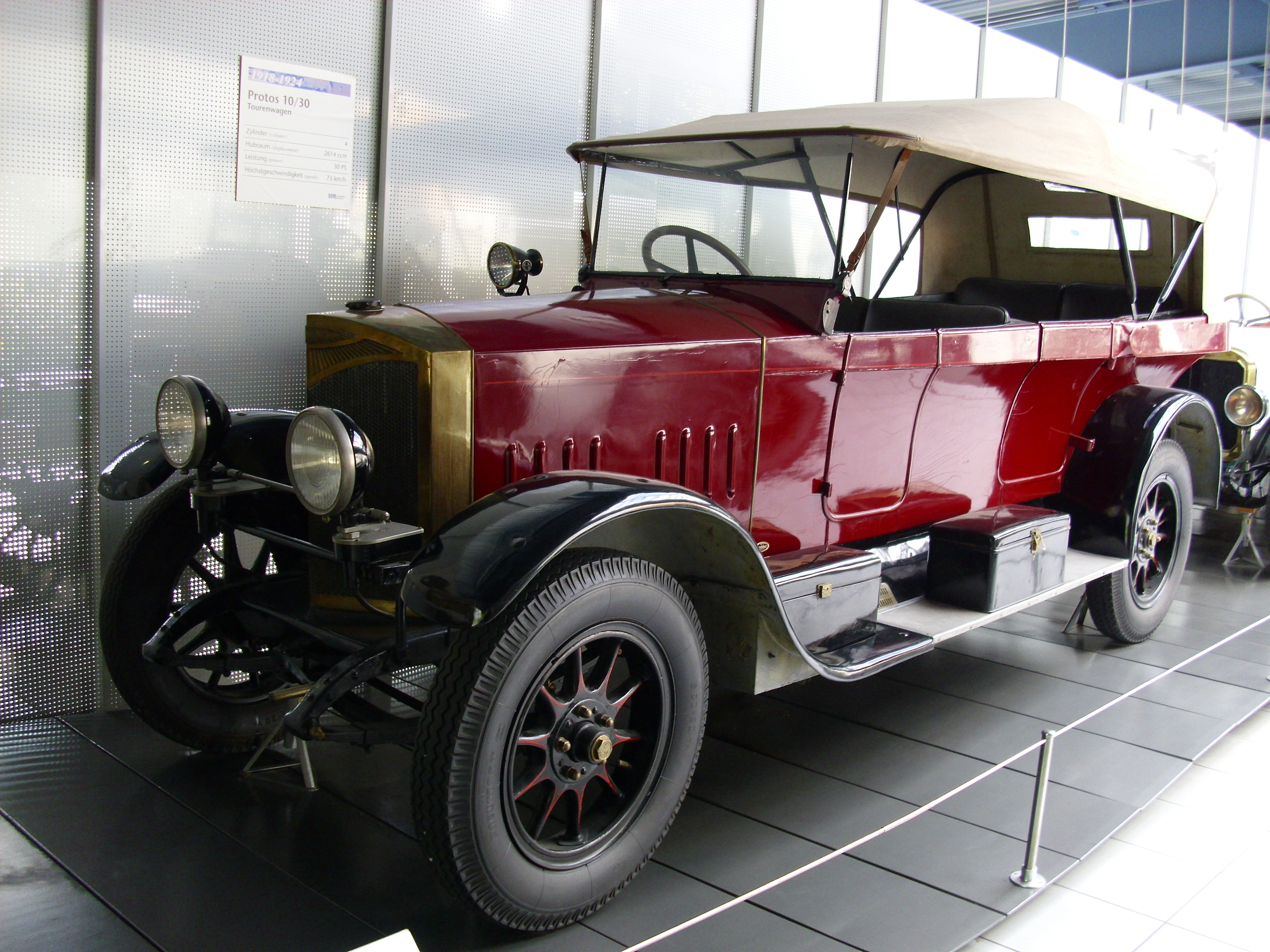
Protos Typ C von 1918 bis 1924

Die Weltwirtschaftskrise nach 1929 führte auch bei Siemens zu erheblichen Umsatzeinbußen und Personalentlassungen, jedoch führte nach der nationalsozialistischen Machtergreifung 1933 die verstärkte Aufrüstung von Wehrmacht, Luftwaffe und Marine bald wieder zu einer Steigerung der Auftragseingänge. 1939 war Siemens mit 187.000 Beschäftigten größter Elektrokonzern der Welt. Neue Anwendungsbereiche wie die Medizintechnik, die Rundfunktechnik, elektrische Wärme- und Haushaltsgeräte oder auch das Elektronenmikroskop gewannen rasch an Bedeutung für das Unternehmen.
Auch im Ausland expandierte Siemens: 1936 gab es in Europa 16 Fertigungsstätten (beispielsweise in Wien, Budapest, Mailand und Barcelona). Außerhalb Europas entstanden Produktions-Joint-Ventures in Tokio und Buenos Aires. In Japan wurde hierzu gemeinsam mit der Furukawa Group 1923 die Fuji Denki Seizō K.K. gegründet. In die Zwischenkriegszeit fallen auch eine Reihe von internationalen Großprojekten, etwa der Ausbau der Metro Athen (1926–1928) und U-Bahn Buenos Aires (1933–1938). Besonders prestigeträchtig war das Wasserkraftwerk Ardnacrusha am Shannon (1925–1929) und die damit verbundene Elektrifizierung Irlands. Lediglich in den USA war Siemens aufgrund eines Austauschvertrags mit Westinghouse Electric nicht aktiv.

### Siemens im Zweiten Weltkrieg
Nach dem Ausbruch des Zweiten Weltkriegs 1939 waren die Siemens-Kapazitäten mit kriegswichtigen Bestellungen voll ausgelastet. Im Verlauf des Krieges wurden Produktionsstätten in alle Gegenden Deutschlands und in die besetzten Gebiete ausgelagert, wo auch Siemens in großem Umfang „Fremdarbeiter“ sowie Zwangsarbeiter (auch sogen. „Ostarbeiter“) ausbeutete. Für die Rüstungsproduktion ließ Siemens & Halske ab Juni 1942 Fertigungsbaracken in unmittelbarer Nähe zum Frauen-KZ Ravensbrück errichten.
Es entstanden im Siemenslager Ravensbrück das Wernerwerk für Fernsprechgeräte (WWFG), Radio (WWR) und Messgeräte (WWM). Das Lager leitete SS-Hauptscharführer Grabow. Es wurde bald in zwei Schichten gearbeitet außer am Wochenende, weil in dem Betrieb auch Zivilarbeiterinnen beschäftigt waren. Diese Zivilarbeiterinnen der Firma Siemens-Halske unterstanden dem Betriebsleiter und Ingenieur Otto Grade als Angestellte. In dem KZ Groß-Rosen wurden 1944, wahrscheinlich ab März, Werkstätten für elektronische Bauteile errichtet.
Siemens produzierte in Auschwitz und Lublin mit von der SS angemieteten KZ-Häftlingen. Zahlreiche Siemens-Produktionsstätten wurden durch den Krieg zerstört. Während der Schlacht um Berlin kam es zur völligen Schließung der Werke in Berlin. Der von 1941 bis 1956 amtierende Firmenchef Hermann von Siemens wurde 1945 zeitweise im Nürnberger Kriegsverbrechergefängnis interniert und als Zeuge vernommen, jedoch kam es nicht zur Anklage. Er gab dem Unternehmen wichtige Impulse für den raschen Wiederaufbau nach dem Zweiten Weltkrieg von München und Erlangen aus.

### Deutsche Teilung: Neuanfang in Bayern
Schon in den letzten Monaten des Zweiten Weltkriegs hatte sich das Unternehmen auf die militärische Niederlage des nationalsozialistischen Deutschen Reiches vorbereitet und regionale Unterorganisationen gebildet.
Bereits 1947 wurde Erlangen zum Sitz der Siemens-Reiniger-Werke und wegen der unsicheren Zukunft des Standortes Berlin, verstärkt durch die Mitte 1948 begonnene Berlin-Blockade, wurden zum 1. April 1949 der Verwaltungshauptsitz der Siemens-Schuckertwerke ebenfalls nach Erlangen und die Konzernzentrale der Siemens & Halske nach München verlegt.
Bayern wurde somit zum neuen Hauptstandort des Siemens-Konzerns, nachdem die Werke in der SBZ und im Ausland verloren gegangen und die historisch angestammten Produktionsstätten in Berlin-Siemensstadt (nun West-Berlin) politisch unsicher und auf Grund der Entfernung zu den Absatzmärkten zu unwirtschaftlich geworden waren.

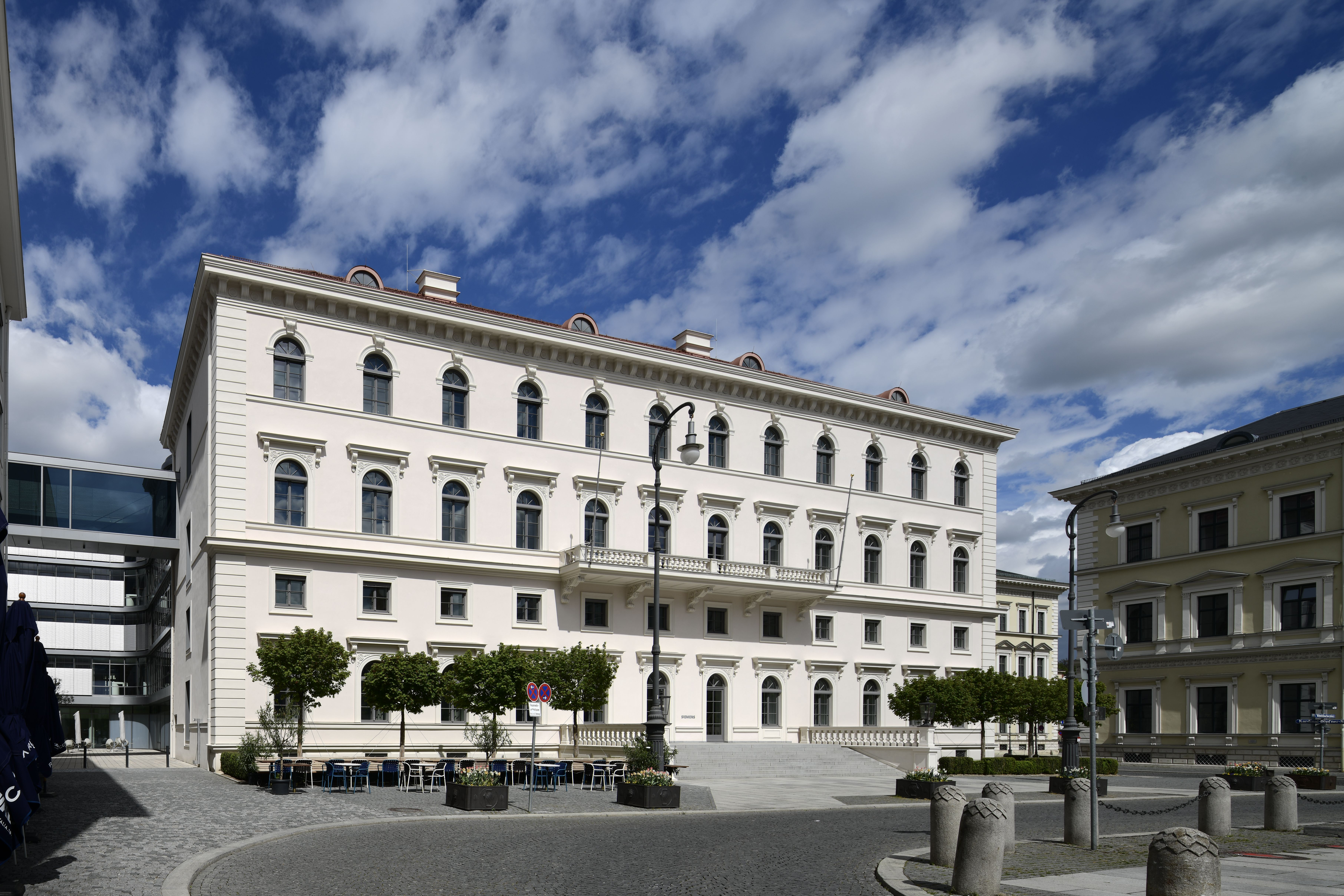
Zentrale der Siemens AG in München im Palais Ludwig Ferdinand am Wittelsbacherplatz
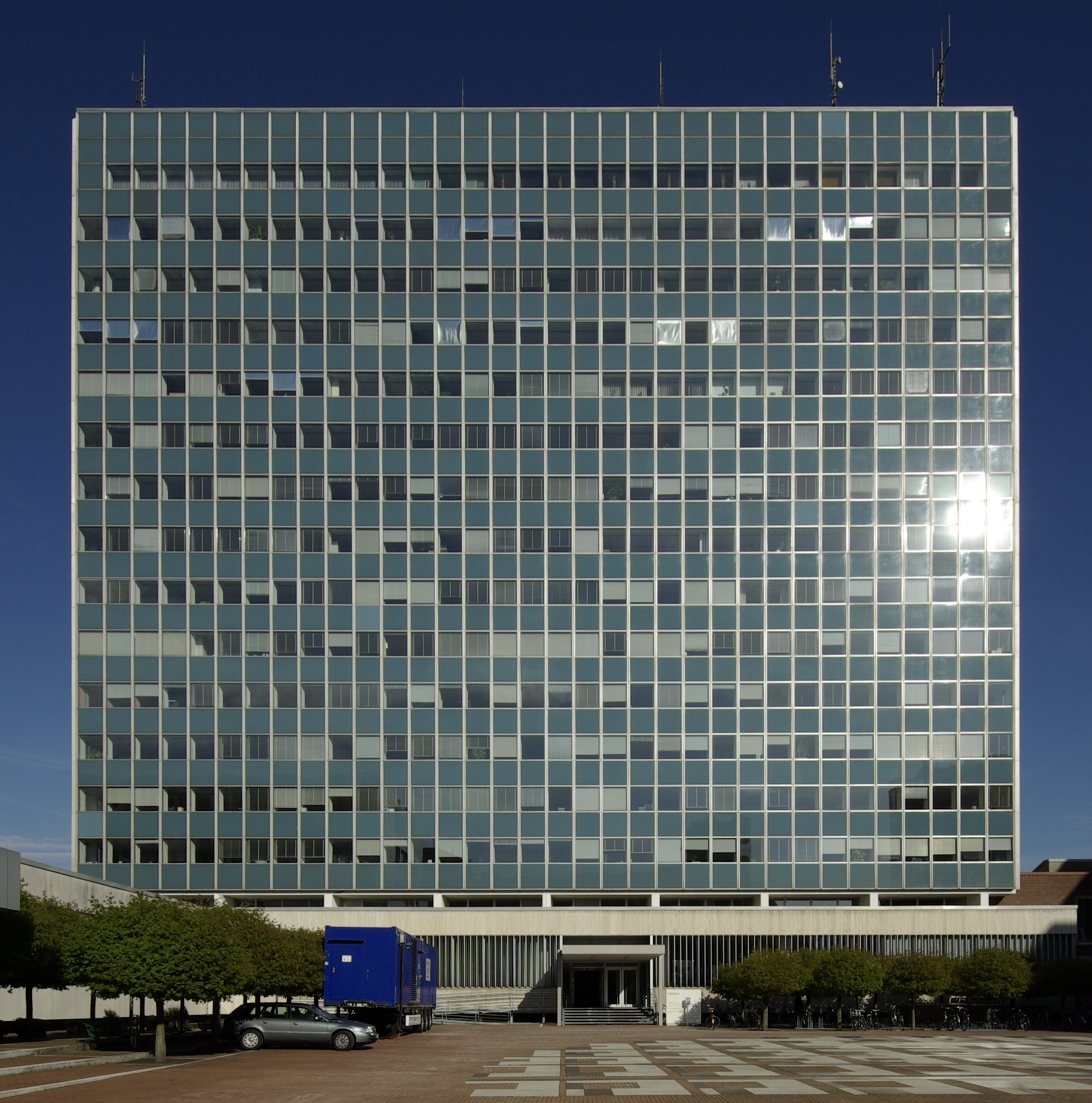
Siemens-„Glaspalast“, ein weiteres Bürogebäude in Erlangen
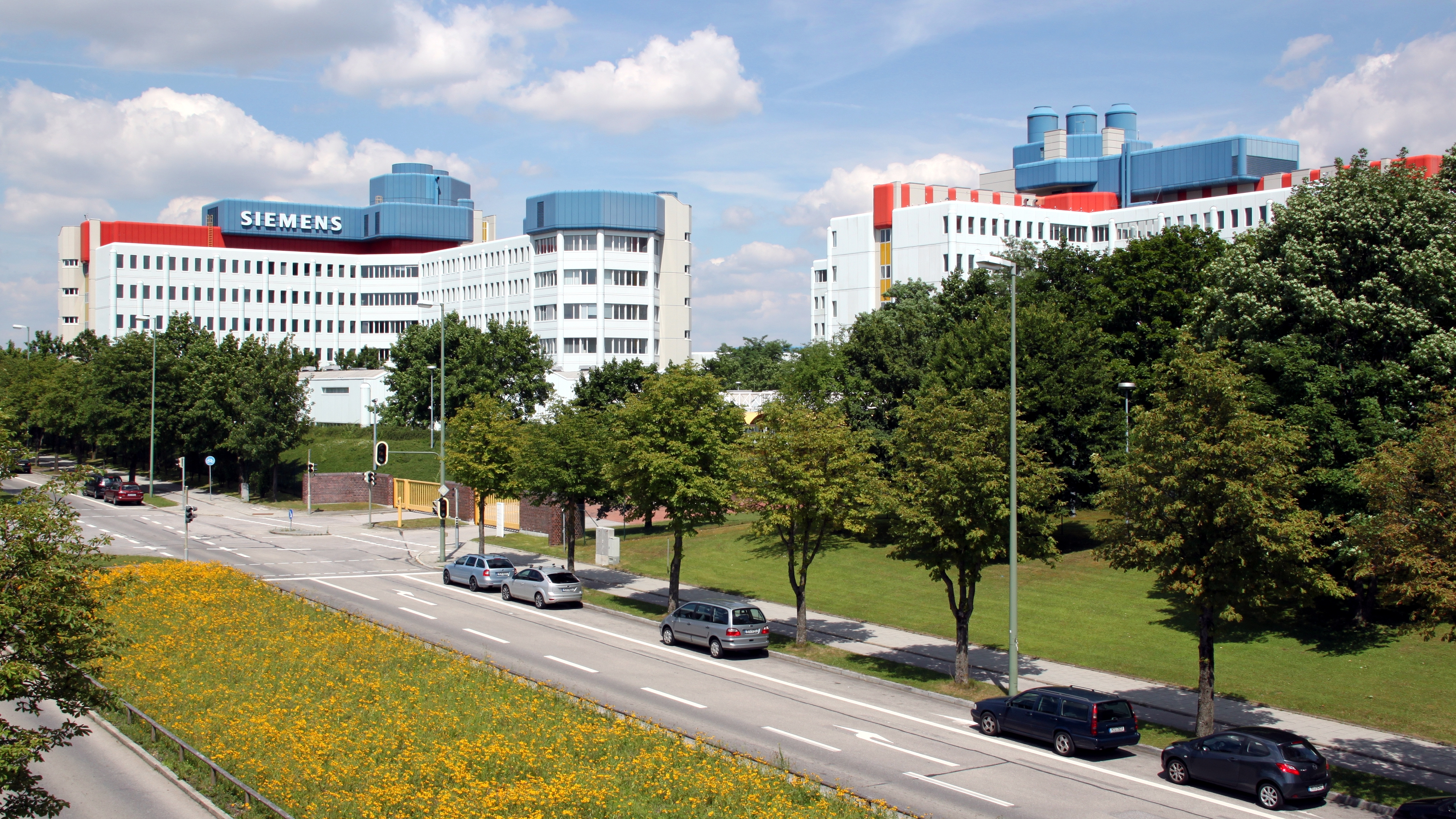
Standort München-Perlach („Legoland“)
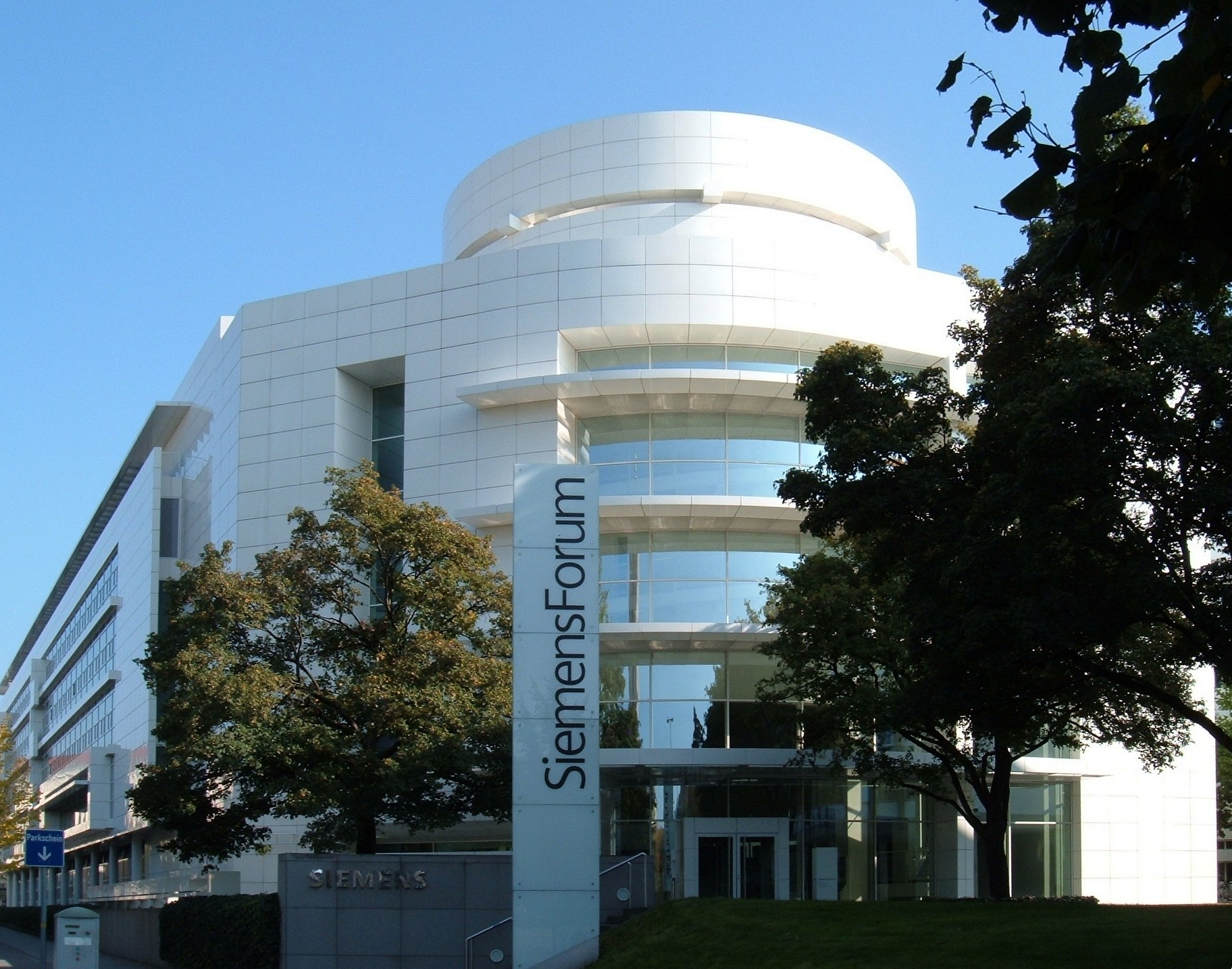
SiemensForum München

1950 erreichte das Unternehmen wieder 90 Prozent der Produktion von 1936. Dabei wurde die Produktpalette weiter ausgebaut, auch wenn Großprojekte und Investitionsgüter an Bedeutung gewannen. Ab 1954 stieg Siemens in die Datenverarbeitung ein und produzierte Halbleiterbauelemente und Computer, etwa den Siemens 2002. Für den Konsumgüterbereich (beispielsweise Waschmaschinen, Fernsehgeräte) wurde 1957 die Siemens-Electrogeräte AG gegründet. Auch in der Medizintechnik konnte Siemens etwa mit der Produktion von Herzschrittmachern die eigene Position ausbauen. 1962 beschäftigte der Konzern 240.000 Mitarbeiter und erwirtschaftete einen Jahresumsatz von 5,4 Mrd. DM. Dieser hatte sich damit innerhalb eines Jahrzehnts vervierfacht.

### Siemens Aktiengesellschaft
Mit Gründung der Siemens AG 1966 entstand ein neues integriertes Unternehmen, in dem die Aktivitäten der Siemens & Halske AG, der Siemens-Schuckertwerke AG und der Siemens-Reiniger-Werke AG gebündelt wurden. Im neuen Unternehmen wurden 1969 die Bereiche Bauelemente, Datentechnik, Energietechnik, Installationstechnik und Nachrichtentechnik und der Bereich Medizinische Technik aufgestellt. Fünf übergeordnete Zentralabteilungen (Betriebswirtschaft, Finanzen, Personal, Technik, Vertrieb) sollten eine geschlossene Führung des Konzerns sicherstellen. Es blieben jedoch auch zahlreiche sogenannte „regionale Einheiten“ (Zweigniederlassungen, Auslandsniederlassungen) und ein umfangreiches Netz an Tochter- und Beteiligungsgesellschaften bestehen.
1967 übernahm Siemens von Brown, Boveri & Cie. die Zuse KG zu 70 Prozent, zwei Jahre später zu 100 Prozent. Gleichzeitig wurde der Haushaltsgerätesektor mit dem von Bosch zur BSH Bosch und Siemens Hausgeräte GmbH zusammengelegt. 1969 erfolgte zusammen mit der AEG die Gründung der Tochterunternehmen Transformatoren Union (TU) und Kraftwerk Union (KWU). 1978 ging die Osram GmbH ganz in Siemens-Besitz über. Andere Tochtergesellschaften wie die Siemens-Bauunion oder die Siemens-Planiawerke wurden jedoch abgestoßen.
Die Geschäftsentwicklung verlief ab den 1970er-Jahren keineswegs uneingeschränkt positiv. Zwischen 1971 und 1976 sowie zu Beginn der 1980er-Jahre sank die Zahl der Mitarbeiter um mehrere Tausend. Ein vorläufiger Mitarbeiterhöchststand wurde dann 1991 mit 427.000 Arbeitnehmern erreicht. 1985/86 kam es zudem zu einem kurzzeitigen Umsatzeinbruch von 14 Prozent (→ Karl Heinz Beckurts#Ermordung). Vor allem der deutsche Heimatmarkt verlor im Vergleich zu den außereuropäischen Märkten stark an Bedeutung. Schon Anfang der 1980er produzierte Siemens in 37 Ländern in 141 Fabriken. Die nicht-deutschen Konzernumsätze waren schon um die 1980er-Jahre mit 50 Prozent stark am Konzernumsatz beteiligt. In den 1990er-Jahren stieg der ausländische Anteil auf zwei Drittel an. 1989 gehörte Siemens nach dem Volkswagen-Konzern und Veba zur größten Publikumsgesellschaft in Deutschland, deren Anzahl der Aktionäre rund 538.000 betrug.

#### Einfluss der Familie Siemens
Von 1956 bis 1971 war Ernst von Siemens Aufsichtsratsvorsitzender. Er gründete aus seinem Privatvermögen 1958 die Carl Friedrich von Siemens Stiftung, ihr folgten im Jahr 1972 die Ernst von Siemens Musikstiftung und 1983 die Ernst von Siemens Kunststiftung.
1971 übernahm Peter von Siemens von seinem Onkel Ernst von Siemens den Posten des Aufsichtsratsvorsitzenden bei Siemens. 1977 wurde gemeinsam mit Allis-Chalmers das Joint-Venture Siemens-Allis gegründet, das im Januar 1978 den Betrieb aufnahm. Zu den technischen Erfolgen der 1980er-Jahre gehört die 1980 gemeinsam mit den Deutschen Telephonwerken in Berlin produzierte weltweit erste digitale Telekommunikationsanlage. Auch im Schienenfahrzeugbau, der seit 1989 im Bereich Verkehrstechnik organisiert ist, war Siemens durch seine Beteiligung am ICE-Projekt erfolgreich. Hier wurde zudem das Projekt der Magnetschwebebahn Transrapid verfolgt. Von 1981 bis 1988 hatte Bernhard Plettner, ab 1971 Vorstandsvorsitzender, den Vorsitz im Aufsichtsrat bei Siemens.
Am 29. September 1986 wurde die Domain siemens.com registriert und zählt somit zu den 30 ältesten noch existierenden .com-Domains. 1986/87 war der Konzernumsatz auf 51,4 Mrd. DM angewachsen. 1987 wurde Siemens um die Unternehmensbereiche KWU – dort war Siemens bereits ab 1977 Alleinaktionär – und Halbleiter erweitert, bevor 1989/90 dann eine erneute Umorganisation umgesetzt wurde. Diese Gliederung entspricht noch weitgehend den heutigen, nun englisch bezeichneten, Konzernteilen.

#### Dezentrale Struktur der Siemens AG (1989)
Im Jahr 1989 wurde die Struktur der Siemens AG grundlegend weiterentwickelt. Im Wesentlichen sollten die Bereiche flexibler und schneller auf sich ändernde Marktanforderungen reagieren können, ohne jedoch auf eine zentrale Steuerung durch Zentralabteilungen zu verzichten (Finanzen, Forschung und Entwicklung, Personal, Produktion und Logistik, Unternehmensplanung, Zentralstellen, Zentrale Dienste). Das Unternehmen wurde dazu in 15 kleinere Bereiche gegliedert:
- Anlagentechnik
- Daten- und Informationstechnik
- Medizinische Technik
- Private Kommunikationssysteme
- Öffentliche Kommunikationsnetze
- Antriebs-, Schalt- und Installationstechnik
- Energieerzeugung
- Sicherungstechnik
- Automatisierungstechnik
- Energieübertragung und -verteilung
- Passive Bauelemente und Röhren
- Verkehrstechnik
- Automobiltechnik
- Halbleiter
- Peripherie- und Endgeräte

Der Geschäftsbereich Industrie wurde 1996 von Elektrowatt übernommen und unter dem späteren Namen Siemens Building Technologies in den Konzern integriert. Das Zählergeschäft aus dem Bereich Landis & Gyr Utilities wurde zusammen geführt.
Zudem gab es zwei sogenannte selbständige Geschäftsgebiete und zwei Bereiche mit eigener Rechtsform, z. B. die Osram GmbH.
Siemens geriet 1992 in die Schlagzeilen, weil sie ein Waffenprogramm im Nahen Osten unterstützte.
Im Frühjahr 1996 wurde Siemens in Singapur wegen Korruptionsvorwürfen zusammen mit vier weiteren ausländischen Unternehmen für fünf Jahre von allen öffentlichen Aufträgen ausgeschlossen.
Im Oktober 1997 wurde die Siemens Financial Services GmbH (SFS) als Kompetenz-Center für Finanzierungsthemen und das Management der Finanzrisiken des Siemens-Konzerns gegründet.

#### Portfolioentwicklung
1991 kaufte die Firmenleitung von Texas Instruments deren Abteilung für Automatisierung.
1999 verkaufte Siemens die Hanauer Tochter Vacuumschmelze für 360 Mio. Mark an Morgan Crucible, die sie im Jahr 2005 für 360 Mio. Euro an die One Equity Group weiterveräußerte. Ebenfalls 1999 ausgegliedert wurde der Bereich der passiven Bauelemente und Röhren unter dem Namen Epcos AG und der Halbleiterbereich unter dem Namen Infineon Technologies AG. Die letzten Anteile an diesen beiden Unternehmen verkaufte Siemens im Jahr 2006.
Die Fertigung am Greifswalder Siemens-Standort sollte 2002 geschlossen werden. Dies konnte jedoch durch die Arbeitnehmervertretungen und das lokale Management durch ein Management-Buy-out verhindert werden. Die ursprüngliche Fertigung firmiert daher seit 2002 erfolgreich unter dem Namen ML&S als eigenständiges Unternehmen. Der verbleibende Standort wurde 2007 im Zusammenhang mit der Zusammenführung der Telekommunikationsnetztechnik mit Nokia in die Nokia Siemens Networks GmbH & Co KG eingebracht.
2001 erwarb Siemens eine Mehrheitsbeteiligung an der Atecs Mannesmann AG, deren Unternehmensaktivitäten Dematic, VDO und Demag in den Bereich Siemens Dematic (später Logistics and Assembly Systems, L&A) umgewandelt wurden. Dieser wurde am 1. Oktober 2005 wieder aufgelöst. Seine Teilgeschäftsgebiete Postal Automation (PA) und Airport Logistics (AL) wurden in den Bereich Industrial Solutions and Services (I&S) integriert. Das Geschäftsgebiet Electronic Assembly Systems (EA) gehört nun Automation and Drives (A&D) an. Distribution and Industry (DI), Material Handling and Production (MHP) und Customer Services (CS) wurden zur Dematic GmbH & Co. KG. Diese rechtlich eigenständige Gesellschaft war eine 100-prozentige Tochter von Siemens und nahm am 1. Januar 2006 ihre Tätigkeit auf. Hauptgründe für diesen Umbau waren anhaltende operative Verluste, hauptsächlich der ausgegliederten Geschäftsgebiete. Im Juni 2006 gab Siemens schließlich den Verkauf von Dematic an den europäischen Private-Equity-Investor Triton bekannt.
Im Jahr 2004 wurde die Trench Group mit 1.800 Mitarbeitern gekauft. Trench ist ein Hersteller von Hochspannungswandlern, welche in der Hochspannungsübertragung genutzt werden. Der Kaufpreis betrug 285 Millionen Euro. Trench produziert in Europa neben dem deutschen Standort in Bamberg noch in Österreich, in der Schweiz, in Großbritannien und Frankreich. Weltweit ist die Gruppe in China und Brasilien und Kanada aktiv. Nach der Abspaltung von Siemens Energy wurde Trench Teil der Siemens Energy.
Am 25. Juli 2007 entschied der Siemens-Aufsichtsrat, die Tochter VDO Automotive für 11,4 Mrd. Euro an die Continental AG zu verkaufen und für 5 Mrd. Euro Dade Behring zu übernehmen.
Die ebenfalls im Rahmen der Übernahme der Atecs erhaltenen Anteile an Krauss-Maffei Wegmann wurden bereits 2010 wieder abgegeben.
Am 1. Dezember 2004 übernahm Siemens den dänischen Windturbinenhersteller Bonus A/S (gegründet 1979). Die Sparte firmiert unter dem Namen Siemens Gamesa.
Im März 2005 übernahm Siemens die A. Friedr. Flender Aktiengesellschaft und damit einen der weltweit führenden Getriebehersteller mit über 80 Jahren Erfahrung im Getriebebau. Bis zum Jahr 2010 fand die vollständige Eingliederung in den Sector Industry – Drive Technologies der Siemens statt.
Siemens war 2006 an dem Projekt zur Entwicklung der europäischen Suchmaschine Quaero beteiligt, deren deutscher Teil Ende 2006 in das Forschungsprogramm Theseus überging.
Die Anteile am Joint-Venture Fujitsu Siemens Computers (PC-Hardware, Software, IT-Services) wurden am 1. April 2009 vollständig an Fujitsu übertragen.
Die Beteiligung an der Transrapid International GmbH & Co. KG endete mit deren Schließung nach der Beendigung des Transrapid-Projektes am 1. Oktober 2008.
Angesichts der Nuklearkatastrophe von Fukushima im Jahr 2011 beschloss Siemens, sich vollkommen aus der Kernkrafttechnologie zurückzuziehen. Die geplante Kooperation mit Rosatom kam deswegen nicht zustande.

#### Einführung von Sektoren und des CEO-Prinzips (2008)
Die bestehende Grundstruktur wurde im Laufe der Zeit geändert, u. a. wurden Anfang der 1990er-Jahre englische Abteilungsbezeichnungen eingeführt. Zum 1. Januar 2008 wurde die Struktur grundsätzlich neu aufgestellt. Das Geschäft wurde zunächst in drei Sektoren gebündelt: Industry, Energy, Healthcare. Im Jahr 2011 kam ein neuer Sektor hinzu: Infrastructure & Cities. Die bisherigen Divisionen wurden teilweise neu geschnitten und jeweils einem der Sektoren zugeordnet. Hinzu kamen Corporate Units, Cross-Sector Services und die sektorübergreifenden Einheiten Siemens IT Solutions and Services und die Siemens Financial Services.
- Energy Sector: Fossile Energieträger, Windenergie, Sonnenenergie & Wasserkraft, Öl & Gas, Energieübertragung, Energiespezifische Dienstleistungen
- Healthcare Sector: Klinikprodukte, Bildgebende Verfahren & Therapiesysteme, Labordiagnostika, Kundenspezifische Lösungen
- Industry Sector: Antriebstechnologien, Industrieautomatisierung, Industrielle Dienstleistungen
- Infrastructure & Cities Sector: Gebäudetechnik, Mobilität und Logistik, Eisenbahn-Infrastruktur, Intelligentes Stromnetz, Nieder- und Mittelspannungstechnik

Jeder Sektor wurde von einem CEO verantwortlich geführt. Auch für die jeweils zugeordneten Divisionen und die dazu gehörenden Business-Units wurden CEO und CFO berufen. Zum 1. Oktober 2014 wurde die Sektorebene wieder aufgelöst.
Ab 1. Juli 2010 wurde die SIS wieder aus dem Konzern ausgegliedert und in eine eigenständige Gesellschaft umgewandelt. In diesem Zuge wurden bei SIS bis Mitte 2011 weltweit etwa 4.200 der 35.000 Stellen abgebaut, davon in Deutschland rund 2.000 von etwa 9.700 Stellen. Am 14. Dezember 2010 wurde bekanntgegeben, dass Siemens und Atos Origin eine „strategische Partnerschaft“ eingehen, in deren Zuge die SIS an Atos Origin verkauft wurde. Dieser Übergang zu Atos Origin fand am 4. Juli 2011 statt und beinhaltete das Re-Branding des IT-Unternehmens zu Atos. Atos hatte zum Stand Mai 2012 74.500 Mitarbeiter in 42 Ländern. Siemens hält weiterhin eine 15-Prozent-Beteiligung an Atos. Gemeinsame Forschungs- und Entwicklungsprogramme sowie der Betrieb der Siemens-IT durch Atos sind weitere Bestandteile der oben zitierten „strategischen Partnerschaft“.

### Grundsätzlicher Umbau des Konzerns ab 2010
Seit etwa 2010 befindet sich der Konzern wieder in einer Phase grundlegenden Umbaus. Ziel ist es, das Unternehmen stärker auf die Schwerpunkte Elektrifizierung, Automatisierung und Digitalisierung zu fokussieren. Etliche Geschäfte wurden verkauft, andere in eigenständige Unternehmen organisiert, an denen die Siemens AG Beteiligungen hält. Diese werden in der aktuellen Struktur als Strategic Companies bezeichnet. Andere Geschäfte werden weiterhin innerhalb der Siemens AG geführt und in diesem Rahmen Operating Companies genannt.
Am 8. Juli 2013 wurden Anteile an Osram an die Börse gebracht. Siemens blieb zunächst mit 17 Prozent an der Osram Licht AG beteiligt.
Im Mai 2015 erfolgte die Ausgliederung von der Division Healthcare in eine rechtlich eigenständige GmbH. 2018 wurde diese Gesellschaft unter dem Namen Siemens Healthineers AG an die Börse gebracht, Siemens hielt nach dem Börsengang zunächst weiterhin 85 Prozent der Anteile. Mittlerweile hat Siemens den Anteil auf rund 75 % reduziert.
Im Januar 2015 verkaufte Siemens seine Anteile an der BSH Hausgeräte GmbH an die Robert Bosch GmbH.
Im Oktober 2017 wurde die Sparte Siemens Mechanical Drives aus der Siemens AG ausgegliedert und als 100%ige Tochtergesellschaft der Siemens AG mit der Bezeichnung Flender, A Siemens Company geführt. Im Jahr 2021 wurde Flender für rund 2 Mrd. Euro an die Carlyle Group veräußert.
Die Division Mobility wurde dafür zum 1. August 2018 samt zugehörigen Konzernfunktionen wie Personal und Controlling aus der Siemens AG herausgelöst und sollte mit dem französischen Konzern Alstom fusioniert werden. Seitdem agiert sie als eigenständige Siemens Mobility GmbH.
Der Siemens-Konzern (inkl. Joint Ventures und Beteiligungen) beschäftigte 2018 weltweit rund 378.000 Mitarbeiter. Dabei ist eine Entwicklung hin zum Offshoring zu erkennen. So sank der Anteil der in Deutschland tätigen Siemens-Mitarbeiter von 41 Prozent im Jahr 2001 auf 31 Prozent im Jahr 2018. Gleichzeitig schuf Siemens in Osteuropa und Asien neue Beschäftigung.

### Abspaltung der Siemens Energy AG
Ab Ende 2017 sollten in der Energiesparte weltweit 6.900 Arbeitsplätze (von 46.800) gestrichen werden, davon die Hälfte in Deutschland. Das Turbinenwerk in Görlitz und das Kompressorenwerk in Leipzig sollten geschlossen werden. Durch geplante Zusammenlegung der Werke in Erlangen und Offenbach sollte der Standort Offenbach mit rund 700 Beschäftigten geschlossen werden. In der Kraftwerksparte allein fielen 6.100 Stellen weg, davon 2.600 in Deutschland. Bei den elektrischen Antrieben werden 760 Arbeitsplätze abgebaut, der überwiegende Teil davon in Berlin.
Im Mai 2019 teilte der Konzern mit, dass das Unternehmen die Abspaltung der Energiesparte in ein eigenständiges Unternehmen plant. Zuletzt waren die Aktivitäten in der Siemens AG als Operating Company Gas and Power und der eigenständigen Strategic Company Siemens Gamesa Renewable Energy organisiert. Beide sollen in das neue Unternehmen überführt werden. Am 16. Oktober 2019 hat der Konzern bekannt gegeben, dass das neue Unternehmen Siemens Energy heißen soll. Demnach soll die Energiesparte zum April 2020 in eine rechtlich eigenständige Einheit ausgegliedert und umbenannt werden. In der Unternehmenspräsentation der Siemens AG vom Juni 2020 wird Siemens Energy seit dem zweiten Quartal 2020 unter Discontinued Operations geführt.
Am 21. Oktober 2019 gab Siemens Gamesa bekannt, dass wesentliche Teile des Windanlagenbauers Senvion für 200 Mio. Euro übernommen werden. Die Transaktion sollte bis Ende März 2020 abgeschlossen sein.
Etwa ein halbes Jahr vor der geplanten Ausgründung der Energiesparte wurde bekannt, dass Christian Bruch von Linde CEO des neuen Unternehmens werden soll. Der damalige Vorstandsvorsitzende der Siemens AG, Joe Kaeser, sollte der Vorsitzende des Aufsichtsrates werden.
Auf einer außerordentlichen Hauptversammlung der Siemens AG am 9. Juli 2020 haben ihre Aktionäre der Aufspaltung des Unternehmens zugestimmt.
Seit dem 28. September 2020 wird die Aktie der Siemens Energy AG an der Börse gehandelt. Damit hält Siemens nur noch gut 35 % der Anteile an Siemens Energy.

### Entwicklung einzelner Konzernbereiche

#### Bauelemente
Die Herstellung von Halbleiterbauelementen und passiven Bauelementen wurde 1999/2000 in die eigenständigen Unternehmen Infineon und Epcos ausgegliedert. Die Ausgliederung des Halbleitergeschäfts 1999 der Siemens AG führte im Jahr 2000 zum Börsengang des Halbleiterherstellers Infineon. An beiden Unternehmen ist Siemens seit 2006 nicht mehr beteiligt. Die Siemens Enterprise Communications Manufacturing, Nachfolgeunternehmen des 1990 übernommenen Leipziger RFT-Fernmeldewerks, wurde 2005 an ein Siemens-Joint-Venture ausgegliedert, 2012 in Leesys umbenannt und 2014 gänzlich verkauft.

#### Kommunikation
Bereits 1848 baute Siemens die erste Telegraphenlinie Europas über weite Entfernung zwischen Berlin und Frankfurt am Main. Früh war das Unternehmen auch international tätig: Werners Bruder Carl Wilhelm Siemens eröffnete 1850 eine Repräsentanz des Unternehmens in London, die später in das selbstständige Unternehmen Siemens Brothers & Co. Ltd umgewandelt wurde. Auf der ersten Weltausstellung in London 1851 erhielt Siemens & Halske eine Council Medal als Auszeichnung. Ab 1851 war das Unternehmen in Russland am Bau eines Telegraphennetzwerks beteiligt. 1855 eröffnete Siemens eine Zweigniederlassung in Sankt Petersburg, die von Carl Siemens (ab 1895: von Siemens), einem weiteren Bruder, geleitet wurde. Internationale Großprojekte wie der Bau der Indo-Europäischen Telegraphenlinie (1867–1870) und ein mit Siemens Brothers verlegtes Transatlantikkabel (1874) führten zu steigenden Umsätzen.
Nach der Vorstellung der ersten Telefonapparate vor der Reichspost durch Emil Rathenau 1880 verbesserte Siemens die amerikanische Erfindung und produzierte in großem Umfang für die Post- und Telegraphenverwaltungen in Deutschland, Luxemburg und der Schweiz. Durch die anhaltenden Erfindungen der später in einem Großlabor konzentrierten Forschungs- und Entwicklungsaktivitäten erkämpfte sich Siemens & Halske einen technologischen Vorsprung im Telefongeschäft gegenüber seinen Konkurrenten, wie etwa der AEG. So war es Siemens, die in Hildesheim 1908 die erste elektromechanische Ortsvermittlungsstelle im Deutschen Reich übergeben konnte und 1913/14 zwischen Berlin, dem Ruhrgebiet und dem Rheinland als erstes überregionales Telefon-Fernkabel das „Rheinlandkabel“ fertigte und verlegte.
Im Bereich der drahtlosen Telegraphie gründete Siemens 1903 gemeinsam mit der AEG die „Gesellschaft für drahtlose Telegraphie m.b.H., System Telefunken“, um die andauernden Streitigkeiten um Patente zu beenden.
Siemens & Halske hatte wesentlichen Anteil an der technischen Modernisierung des Telefonsystems nach dem Ersten Weltkrieg (Automatisierung der Ortsvermittlungen, Halbautomatisierung des Regionalverkehrs in den Ballungsgebieten, Verkabelung der Fernleitungen durch Fernkabel). Für das seit 1920 reichsweit einheitliche Eisenbahnnetz der Deutschen Reichsbahn baute S & H nach 1923 das erste halbautomatische bahninterne Telefonnetz, die Bahnselbstanschlussanlage Basa. Der in dieser Zeit erreichte technische Vorsprung wurde erfolgreich in einem intensiven Auslandsgeschäft weiterverfolgt. Ein Kennzeichen der Zwischenkriegszeit war die weitgehende Kartellierung der Lieferbeziehungen innerhalb Deutschlands zwischen den wesentlichen Konkurrenten, Siemens und dem Hauptauftraggeber, der Reichspost ebenso wie im internationalen Geschäft. Kartelle bestanden etwa für die Fertigung und Verlegung von Fernkabeln in Form der Deutschen Fernkabelgesellschaft DFKG, oder für den Bau von Ortsvermittlungen. Internationale Kartelle für Europa und Südamerika wurden im Telefongeschäft mit ITT, General Electric, AT&T und Ericsson abgeschlossen.
Um im Bereich EDV-Technik konkurrenzfähig zu bleiben, erwarb Siemens 1990 einen Anteil von 51 Prozent an der Nixdorf Computer AG und brachte den Siemens-Unternehmensbereich mit in die Siemens Nixdorf Informationssysteme AG ein. Das Unternehmen wurde jedoch 1999 wieder ausgegliedert und firmiert seit den 2010er-Jahren als Wincor Nixdorf International GmbH. Lediglich die PC-Sparte wurde in die Fujitsu Siemens Computers GmbH integriert, die 1999 aus dem Joint Venture der Fujitsu Computers Europe mit Siemens Computer Systems hervorging. Diese Verbindung wurde 2008 gelöst.
Der Übernahme des Ostberliner Elektroamtes 1990 durch Siemens folgte 1991 das frühere DDR-Unternehmen VEB Nachrichtenelektronik Greifswald (kurz NEG), das 1993 in den Geschäftsbereich Information and Communication Networks (ICN) eingegliedert wurde. Der Greifswalder Siemens-Standort spezialisierte sich auf die Entwicklung und Fertigung von Netzzugangstechnik (Access) für Telefonie und Datenübertragung und den erforderlichen Service und wurde weltmarktfähig.

##### Bereich COM
Zum 1. Oktober 2004 wurden die Siemens Bereiche ICM und ICN zum neuen Bereich Communications (Com) zusammengefasst. So entstand der größte Einzelbereich der Siemens AG. Zum 3. März 2005 übernahm die a&o Gruppe aus Neuss die SBS-Tochter Sinitec. Dieser Verkauf wird als Beginn einer Umstrukturierung innerhalb des Siemens-Konzerns angesehen und wurde seinerzeit als richtungsweisend bezeichnet. Im Juli 2007 musste die a&o iTec (seinerzeit Sinitec) Insolvenz anmelden, wodurch am 1. Oktober 2007 der Geschäftsbetrieb endgültig eingestellt wurde.
Weiterhin gab der Vorstand von Siemens am 19. Juni 2006 bekannt, die Konsolidierung in der Enterprise-Communications-Industrie (Netzwerkgeschäft mit Geschäftskunden) aktiv zu verfolgen. Siemens war nach eigenen Angaben in Verhandlungen mit mehreren Interessenten zur Umsetzung dieser Strategie. Das Wireless-Modules-Geschäft (Geschäft mit drahtlosen Funkmodulen in der Maschine-zu-Maschine-Kommunikation beispielsweise in Verkaufsautomaten) sollte zum 1. Oktober 2006 in den Siemens-Bereich Automation and Drives integriert werden. Durch diese Umstrukturierungen löste Siemens den (Com)-Geschäftsbereich somit knapp zwei Jahre nach seiner Gründung wieder auf.
Am 7. Juni 2005 gab das Unternehmen den Verkauf der Handysparte Siemens Mobile an das taiwanische Unternehmen BenQ mit Wirkung zum 1. Oktober 2005 bekannt. BenQ führte das Mobilfunkgeschäft mit einer Zentrale in München kurz weiter, bis BenQ im Herbst 2006 die Zahlungen für die Mobilfunksparte einstellte und diese insolvent wurde. Tausende Arbeitsplätze, vor allem in München, Ulm und Kamp-Lintfort/Nordrhein-Westfalen, gingen verloren.
Im Februar 2006 kamen Gerüchte auf, der Siemens-Vorstand erwäge den Verkauf oder die Ausgliederung von Teilen des Com-Bereichs. Am 19. Juni 2006 gab Siemens die Zusammenlegung seiner Sparten für das Geschäft mit Netzbetreibern mit dem finnischen Konkurrenten Nokia in einem neuen, rechtlich eigenständigen Unternehmen bekannt. Zum 1. Januar 2007 sollte durch dieses Joint Venture ein global führender Infrastrukturanbieter für Fest- und Mobilnetze unter dem Namen Nokia Siemens Networks entstehen, an dem Nokia und Siemens je zur Hälfte beteiligt waren. Durch das Bekanntwerden der Korruption im großen Stil im Dezember 2006 verzögerte sich dieses Vorhaben um ein Quartal, sodass das Gemeinschaftsunternehmen zum 1. April 2007 startete. Sitz der in den Niederlanden registrierten Gesellschaft wurde Espoo, Finnland. Simon Beresford-Wylie, vormals Executive Vice President und General Manager von Nokia Networks, übernahm den Vorstandsvorsitz von Nokia Siemens Networks. Das neue Unternehmen Nokia Siemens Networks beschäftigte rund 60.000 Mitarbeiter. Angestrebt wurden Synergieeffekte von rund 1,5 Mrd. Euro bis zum Jahr 2010 (etwa 10 Prozent des summierten Pro-Forma-Umsatzes der beiden Unternehmensteile im Jahr 2005), auch durch den Abbau von Personal (geschätzt 9.000 Stellen sollten ab Anfang 2007 entfallen). Im Juli 2013 wurden die verbliebenen Anteile für 1,7 Mrd. Euro an Nokia verkauft und das Unternehmen in Nokia Solutions and Networks umbenannt.
Am 1. August 2008 gab der Siemens-Vorstand den Verkauf von 80,2 Prozent seiner Anteile der Kommunikationssparte „Siemens Home and Office Communication Devices (SHC)“ an den Starnberger Finanzinvestor Arques Industries zum 1. Oktober 2008 bekannt. Die restlichen 19,8 Prozent sollen für zunächst zwei Jahre im Unternehmensbesitz verbleiben, wobei Arques berechtigt war, zwei weitere Jahre die Produkte unter dem Namen „Siemens“ zu vertreiben. Eine Beschäftigungsgarantie wurde den 1.650 Mitarbeitern der abgetretenen Sparte an den Standorten Bocholt und München für drei Jahre zugesichert. Der Verlust der Transaktion belief sich nach Unternehmensinformationen auf einen mittleren zweistelligen Millionenbetrag. Um eine ähnliche Pleite wie die nach der Abtretung der Handy-Sparte an BenQ Mobile zu verhindern, wurde eine Mitgift von 50 Mio. Euro der SHC-Sparte vereinbart. Dadurch sollte auch ein positives Signal in Richtung der Belegschaft in Bezug auf Jobsicherung gesendet werden.

#### Energietechnik

Unternehmenslogo von Siemens-Schuckert

Ein wesentlicher Faktor für die Entwicklung des Unternehmens war die Entdeckung des dynamoelektrischen Prinzips durch Werner Siemens im Jahr 1866, das die Voraussetzungen für die Nutzung der Elektrizität zur Kraftversorgung schuf (siehe Elektrischer Generator, Siemens baute die ersten Generatoren ohne Dauermagneten). Dadurch erschlossen sich für die Gesellschaft neue Geschäftsfelder wie beispielsweise bei der Elektrifizierung von Eisenbahnen sowie der Produktion von Glühlampen. Eine bedeutende Rolle spielten die Erfindungen des Chefkonstrukteurs Friedrich von Hefner-Alteneck.
Als es nach der Jahrhundertwende zu einem Konzentrationsprozess in der Branche kam, entschloss sich Siemens, den eigenen Starkstrombereich 1903 zusammen mit der Nürnberger Elektrizitäts-AG, vormals Schuckert & Co. in die gemeinsamen Siemens-Schuckertwerke (SSW) einzubringen.

#### Mobilität
Bereits im Jahr 1882 wurde ein elektrisch angetriebener Kutschenwagen als Elektromote benannter Oberleitungswagen gebaut und der Betrieb auf einer 540 Meter langen Versuchsstrecke in Halensee bei Berlin getestet; wegen der schlechten Straßen wurde der Versuch nach sechs Wochen beendet. Den Namen „Elektromote“ schuf Werner Siemens selbst. Der Strom wurde von der zweipoligen Oberleitung durch einen Kontaktschlitten (Trolley), der oben auf den Fahrleitungsdrähten fuhr, entnommen. Durch ein biegsames Kabel wurde der Kontaktschlitten mit seinen acht kleinen Rädern vom Fahrzeug auf der Oberleitung nachgezogen. Dieser elektrisch betriebene Kutschenwagen gilt mit seinen Merkmalen als der erste Oberleitungsbus der Welt.
Ebenfalls 1882 wurde die erste elektrische Grubenlok der Welt für den Steinkohlenbergbau in Zauckerode, (heute Freital) gebaut. Die Dorothea (griechisch: Geschenk Gottes) getaufte Lokomotive, nahm im August 1882 ihren Betrieb im Oppelschacht der Königlichen Steinkohlenwerke Zauckerode auf. Sie war dort bis 1927 in Dienst und damit die erste Elektrolokomotive im Dauerbetrieb.
1883 wurde die Lokalbahn Mödling–Hinterbrühl in der Nähe von Wien eröffnet. Das Stromsystem dieser ersten Überlandstraßenbahn bestand aus einer zweipoligen Fahrleitung in Kupferrohren mit kleinem Durchmesser und einem Schlitz an der Unterseite (Schlitzrohrfahrleitung). In dieser liefen zwei Kontaktwägelchen, die von dem Triebwagen nachgezogen wurden. Das gleiche System wurde von Siemens 1884 auch für die erste kommerziell betriebene elektrische Straßenbahn in Deutschland der Frankfurt-Offenbacher Trambahn-Gesellschaft (FOTG) zwischen Offenbach am Main und Frankfurt am Main verwendet. Das Kraftwerk der FOTG wurde auch zum ersten Elektrizitätswerk für Oberrad. Letztlich war diese Verbindung wegweisend für die kombinierte Aufgabe kommunaler Energieversorgungsunternehmen, die Elektrizitätswerke zur Stromerzeugung und elektrische Bahnen für den öffentlichen Personennahverkehr betrieben.
1898 baute Siemens & Halske einen sogenannten Elektrischen Straßenbahn-Omnibus, der eine Mischung zwischen elektrischer Straßenbahn und Batteriebus darstellte und bis 1900 versuchsweise in Berlin eingesetzt wurde. Innovativ war die Zusammenarbeit mit der Deutschen Reichsbahn ab 1927. Es wurden neuartige Seilablaufanlagen zur Optimierung der Rangierbahnhöfe in Dresden und Chemnitz entwickelt.
Der Flugmotorenbau ging 1926 in das eigenständige Siemens-Flugmotorenwerk, Berlin-Spandau über und wurde 1933 Teil der neuen Siemens Apparate und Maschinen GmbH (SAM). 1936 stieg der Konzern ganz aus dem Motorenbau aus (siehe auch Brandenburgische Motorenwerke).

#### Gescheiterte Fusion von Mobility und Alstom
Im September 2017 gaben Siemens AG und Alstom S.A. bekannt, ihre jeweiligen Bahntechnikaktivitäten zusammenlegen zu wollen. Dabei sollte die börsennotierte Alstom S.A. den Kern einer fusionierten Siemens-Alstom S.A. bilden. Siemens wollte an diesem erweiterten börsennotierten Unternehmen knapp über 50 Prozent und damit die Kontrolle übernehmen. Die Division Mobility wurde dafür zum 1. August 2018 samt zugehörigen Konzernfunktionen wie Personal und Controlling aus der Siemens AG herausgelöst. Seitdem agiert sie als eigenständige Siemens Mobility GmbH und sollte im weiteren Verlauf der Fusion auf Alstom übergehen. Am 6. Februar 2019 untersagte die zuständige EU-Kommissarin Margrethe Vestager die Fusion jedoch, sie konnte nicht vollzogen werden. Die Siemens Mobility GmbH bleibt zunächst eine 100%-Tochter der Siemens AG und Teil des Siemens-Konzerns und wird als Strategic Company geführt.

## Unternehmensstruktur
In der langen Geschichte des Unternehmens wurde die Struktur immer wieder angepasst. Wesentliche Treiber waren sich ändernde Marktbedingungen und die Ausrichtung des Unternehmens. Neben vielen kleinen und mittleren Anpassungen gab es in den letzten Jahrzehnten einige grundsätzliche Neuausrichtungen der Siemens AG. Ziel war es, das Unternehmen stärker auf die Schwerpunkte Elektrifizierung, Automatisierung und Digitalisierung zu fokussieren. Den Divisionen sollte dazu mehr Freiräume für ihre Entwicklung eingeräumt werden.
Nach der Abspaltung und dem Börsengang der Siemens Energy AG im Jahre 2020 ergibt sich für die Siemens AG diese Organisationsstruktur:
| Aufsichtsrat | Aufsichtsrat       | Aufsichtsrat | Aufsichtsrat    | Aufsichtsrat        | Aufsichtsrat             | Aufsichtsrat | Aufsichtsrat | Aufsichtsrat | Aufsichtsrat |
| --- | ------------------ | ------------ | --------------- | ------------------- | ------------------------ | ------------ | ------------ | ------------ | ------------ |
| Vorstand |                    |              |                 |                     |                          |              |              |              |              |
| Smart Infrastructure | Digital Industries | Mobility(*1) | Siemens Advanta | Portfolio Companies | Siemens Healthineers(*2) |              |              |              |              |
| Länder |                    |              |                 |                     |                          |              |              |              |              |
| Service and Governance |                    |              |                 |                     |                          |              |              |              |              |
| Stand: 1. Oktober 2020 (*1) Die ehemalige Division Mobility wurde zum 1. August 2018 in Vorbereitung der geplanten Fusion mit französischen Konzern Alstom in die Siemens Mobility GmbH umgewandelt. Nach dem Scheitern des Vorhabens bleibt diese Gesellschaft eine 100%ige Siemens-Tochter (*2) Die ehemalige Division Healthcare ging 2018 an die Börse und ist eine eigenständige Aktiengesellschaft, an der Siemens die Mehrheit der Aktien hält. |                    |              |                 |                     |                          |              |              |              |              |

## Konzern-Kennzahlen
| in Euro              | 2017    | 2018    | 2019    | 2020    | 2021    | 2022    | 2023    | 2024    |
| -------------------- | ------- | ------- | ------- | ------- | ------- | ------- | ------- | ------- |
| Umsatz Mio.          | 83.049  | 83.044  | 86.849  | 57.139  | 62.265  | 71.977  | 77.769  | 75.930  |
| Ergebnis v. St. Mio. | 8.263   | 8.053   | 7.319   | 6.268   | 7.975   | 9.239   | 10.295  | 10.400  |
| Bilanzsumme Mio.     | 133.804 | 138.915 | 150.248 | 123.897 | 139.608 | 151.502 | 145.067 | 147.812 |
| Dividende je Aktie   | 3,70    | 3,80    | 3,90    | 3,50    | 4,00    | 4,25    | 4,70    | 5,20    |
| Mitarbeiter          | 372.000 | 379.000 | 385.000 | 293.000 | 303.000 | 311.000 | 320.000 | 327.000 |

## Produkte

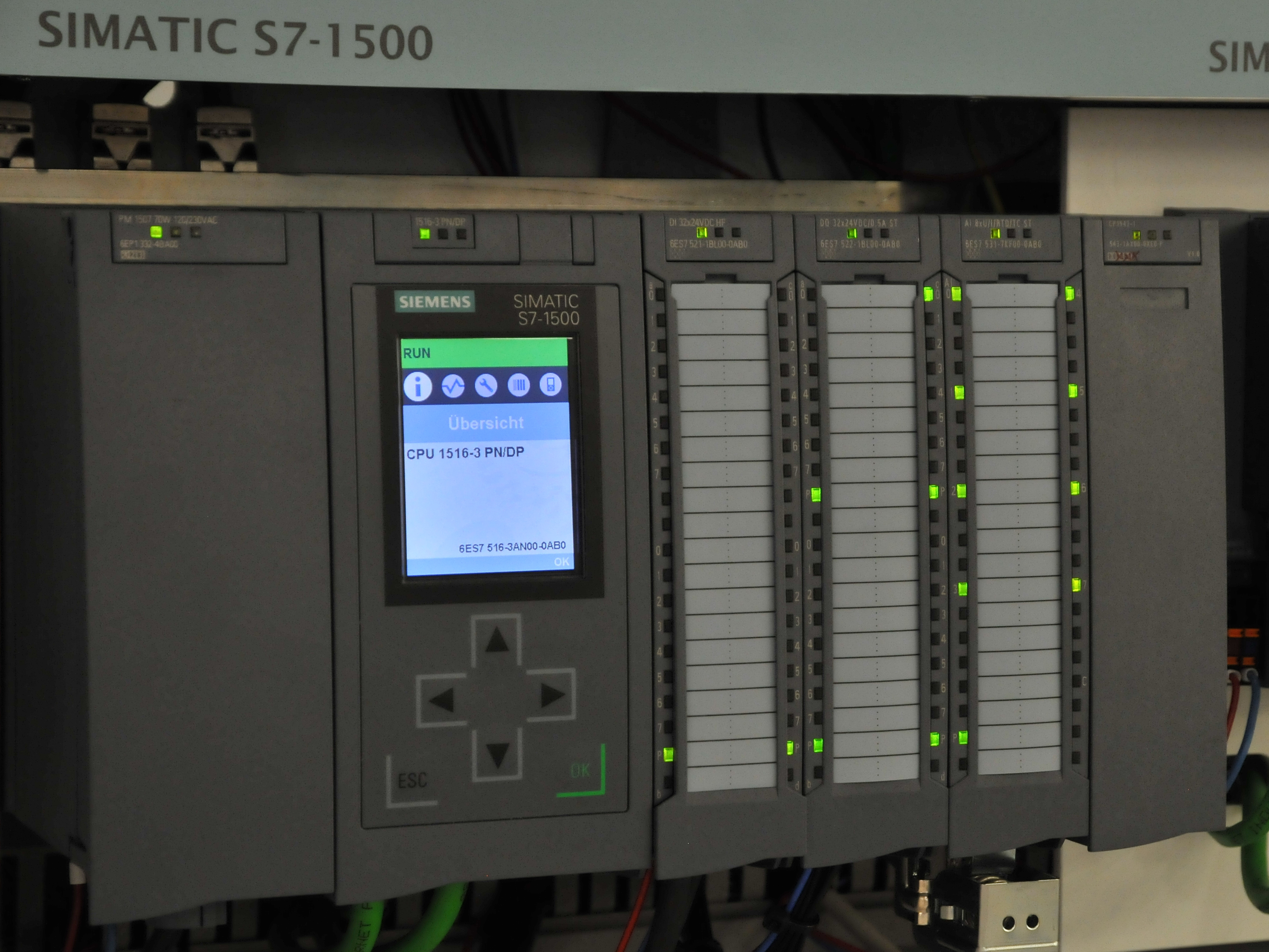
Speicherprogrammierbare Steuerung SIMATIC S7-1500
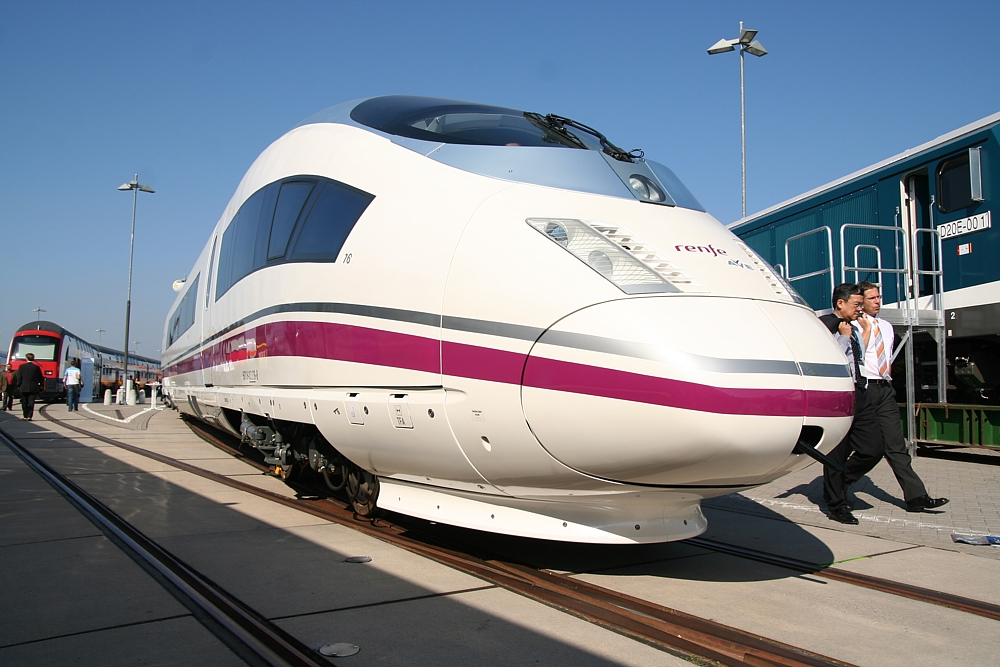
Velaro (Spanien) von Siemens Mobility
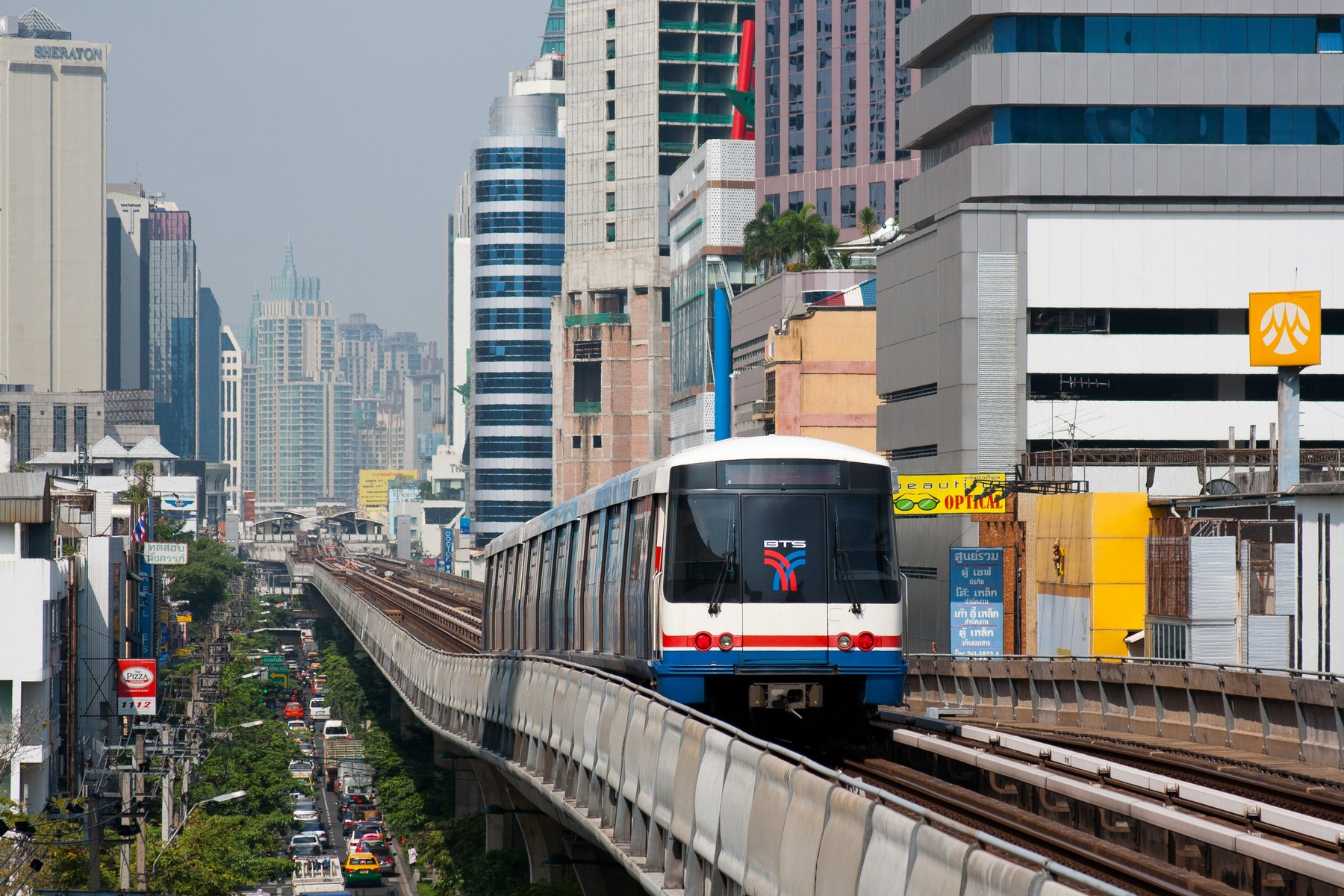
Skytrain von Siemens Mobility in Bangkok
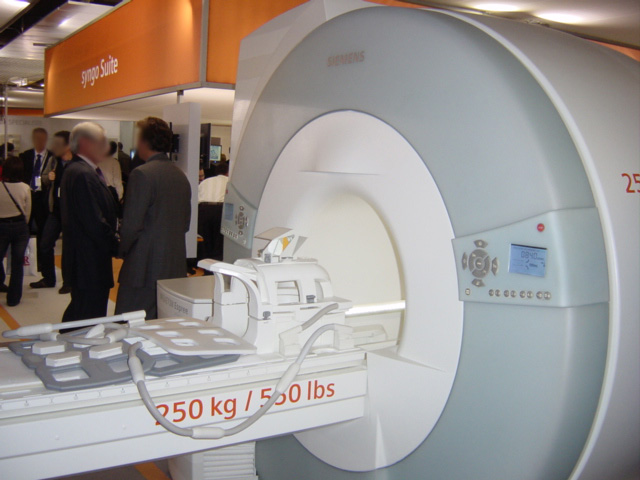
Magnetresonanztomograf von Siemens Healthineers

Zur Produktpalette des Konzerns zählen im Wesentlichen:
- Automatisierungs- und Antriebstechnik für Prozess- und Fertigungsindustrie (SIMATIC, Sinumerik, Sitrans)
- Getriebe
- Kupplungen
- Postautomation, Telematik
- Medizintechnik, beispielsweise Röntgensysteme, Computertomographen, Kernspintomographen, Positronen-Emissions-Tomographen
- Niederspannungsschalttechnik: Schaltgeräte für Verbraucherabzweige, Komponenten zur Energieverteilung, Befehls- und Meldegeräte, komplette Schranksysteme (Leistungsschalter etc.)
- Schienenfahrzeuge wie der ICE, Lokomotiven, Triebwagen für U-Bahnen, S-Bahnen und Straßenbahnen, außerdem Bahn-Betriebsleittechnik, (beispielsweise Stellwerke) und Elektrifizierung, siehe Siemens Mobility
- Sicherheitstechnik: Brandmeldetechnik, Einbruchmeldetechnik, Videoüberwachung, Zutrittskontrolle, Feuerlöschtechnik
- Software, insbesondere Product-Lifecycle-Management-Software (PLM) beispielsweise Tecnomatix Plant Simulation
- Stahlwerke

## Organisation und Beteiligungen

### Vorstand
Der Siemens-Vorstand besteht aus fünf Personen (Stand: 16. Mai 2023):
- Roland Busch (Vorstandsvorsitzender/CEO)
- Ralf P. Thomas (CFO, Controlling and Finance, Financial Services, Real Estate Services)
- Cedrik Neike (CEO Digital Industries, Siemens Advanta, IT und Cybersecurity)
- Matthias Rebellius (CEO Smart Infrastructure, CEO Siemens Schweiz)
- Judith Wiese (Human Resources, Global Business Services, Sustainability)
- Peter Körte
- Veronika Bienert

### Aufsichtsrat
Der Siemens-Aufsichtsrat hat 20 Mitglieder (Stand: 16. Mai 2023):
- Jim Hagemann Snabe (Vorsitzender, Vorsitzender des Verwaltungsrats der A.P. Møller–Mærsk A/S)
- Birgit Steinborn* (1. stellvertretende Vorsitzende, Vorsitzende des Gesamtbetriebsrats der Siemens AG)
- Werner Brandt (2. stellvertretender Vorsitzender, Vorsitzender des Aufsichtsrats der RWE AG)
- Tobias Bäumler* (stellvertretender Vorsitzender des Gesamt- und Konzernbetriebsrats der Siemens AG)
- Regina E. Dugan (Vorsitzende der Wellcome Leap Inc.)
- Andrea Fehrmann* (Gewerkschaftssekretärin, IG-Metall-Bezirksleitung Bayern)
- Bettina Haller* (Vorsitzende des Konzernbetriebsrats der Siemens AG)
- Harald Kern* (Vorsitzender des Siemens-Europabetriebsrats)
- Jürgen Kerner* (Hauptkassierer und geschäftsführendes Vorstandsmitglied der IG Metall)
- Benoît Potier (Vorstandsvorsitzender (Chairman und CEO) der Air Liquide S.A.)
- Hagen Reimer* (Gewerkschaftssekretär beim Vorstand der IG Metall)
- Keryn Lee James (Vorsitzende des Verwaltungsrats der OPUS Talent Solutions)
- Kasper Rørsted
- Christian Pfeiffer (Innovationsmanager bei der Siemens Mobility GmbH, Mitglied im Konzernbetriebsrat der Siemens AG und im Gesamtbetriebsrat der Siemens Mobility GmbH)
- Nathalie von Siemens (Aufsichtsratsmitglied)
- Michael Sigmund* (Vorsitzender des Siemens-Konzernsprecherausschusses und des Gesamtsprecherausschusses der Siemens AG)
- Dorothea Simon* (Vorsitzende des Gesamtbetriebsrats der Siemens Healthcare GmbH)
- Grazia Vittadini (CTO und Mitglied des Airbus Executive Committee)
- Matthias Zachert (Vorstandsvorsitzender der Lanxess AG)
- Martina Merz (Vorsitzende des Vorstands (CEO) der Thyssenkrupp AG)

∗ Arbeitnehmervertreter

### Mitgliedschaften
- Bundesverband der Hersteller- und Errichter von Sicherheitssystemen e. V. (BHE)
- Europäische Bewegung Deutschland e. V.[65]
- Europäisches Institut für Telekommunikationsnormen
- Internationale Fernmeldeunion
- Studentische Darlehnskasse e. V.
- Verband für Wärmelieferung e. V. (VfW)
- Zentralverband Elektrotechnik- und Elektronikindustrie e. V. (ZVEI)

### Beteiligungen
Siemens ist unter anderem an folgenden Gesellschaften beteiligt:
- Alpha Verteilertechnik GmbH (100 Prozent)[66]
- Atos SE (11 Prozent)[66]
- Enocean GmbH
- Evosoft GmbH (100 Prozent)[66]
- Infineon Technologies Bipolar GmbH & Co. KG (40 Prozent)[66]
- Maschinenfabrik Reinhausen GmbH (20 Prozent)[66]
- KACO new energy GmbH (100 Prozent)
- Siemens Energy AG (17 Prozent, Stand: 30. September 2024)[67]
- Siemens Healthineers AG (75 Prozent)
- Siemens Mobility GmbH (100 Prozent)
- Siemens Financial Services (100 Prozent)
- Siemens Industry Software
- next47 GmbH (Wagniskapitalarm) (100 Prozent)[66]
- Innomotics GmbH (100 Prozent)
  - Weiss Spindeltechnologie GmbH (100 Prozent)[68]
  - SYKATEC – Systeme, Komponenten, Anwendungstechnologie GmbH (100 Prozent)

Hinzu kommt eine Vielzahl an Landesgesellschaften. In Österreich ist z. B. die Siemens AG Österreich tätig. Mit der Übernahme von VA Technologie 2005 wurden rund 8 Mrd. Euro Umsatz erzielt und rund 34.000 Mitarbeiter beschäftigt. Im Geschäftsjahr 2017 betrug der Umsatz 3,4 Mrd. Euro und es wurden etwa 10.300 Mitarbeiter beschäftigt.

### Aktie und wesentliche Anteilseigner
Siemens-Aktien sind seit dem 8. März 1899 an der Börse notiert. Gelistet wird die Aktie der Siemens AG heute unter anderem in den Indizes DAX, DivDAX und EURO STOXX 50. Das Grundkapital der Gesellschaft ist aufgeteilt in 800 Millionen Namensaktien. Größter Einzelaktionär ist die Gründerfamilie von Siemens mit 6 Prozent, sodann diverse institutionelle Anleger mit insgesamt 65 Prozent, Privataktionäre mit 21 Prozent und sonstige oder nicht identifizierbare Anleger mit 8 Prozent. (Stand: November 2021)
Aufgrund der über die Jahre konstant überdurchschnittlich hohen Dividendenrendite ist Siemens bereits seit 2009 ununterbrochen im DivDAX vertreten.

## Siemens in Deutschland
Im September 2019 beschäftigte Siemens rund 117.000 Mitarbeiter in Produktions- und Fertigungsniederlassungen in über 50 deutschen Städten. Hinzu kommen rund 7.900 Auszubildende und dual Studierende.
In Berlin unterhält Siemens den ältesten Standort. Berlin ist gemeinsam mit München Hauptsitz der Gesellschaft und galt im Jahr 2011 mit rund 13.000 Mitarbeitern als der größte Produktionsstandort des Konzerns. Im Jahr 2019 hat das Unternehmen das Projekt Siemensstadt 2.0 gestartet um wesentliche Teile der Produktionsflächen in einen Zukunftscampus weiterzuentwickeln.
Erlangen bildet mit rund 23.000 Mitarbeitern den weltweit größten Standort. Erlangen ist ein zentraler Verwaltungsstandort der Siemens AG, Einheiten der Industriesparte, die Energietechnik, Forschung und Entwicklung, die börsennotierte Tochter Healthineers und wesentliche Teile der ebenfalls eigenständigen Tochter Mobility sind hier angesiedelt.
In Hamburg unterhielt Siemens im Jahr 2011 eine Hauptniederlassung am Lindenplatz sowie verschiedene Betriebsstätten mit insgesamt 1.300 Mitarbeitern, weitere 330 sollten hinzukommen.

## Siemens in der Schweiz
1894 hatte Siemens beim Bau des Flusskraftwerks Wynau erstmals Schweizer Personal eingestellt. Das Unternehmen eröffnete 1900 eine Vertretung in Zürich, 1913 in Lausanne und 1920 in Bern. 1922 wurde mit der Albiswerk Zürich AG die erste Schweizer Produktionsstätte in Albisrieden eröffnet. 1971 erfolgte die Umbenennung in Siemens-Albis und 1996 in Siemens Schweiz AG mit dem Hauptsitz in Zürich-Albisrieden.
Seit dem Verkauf der Stromsparte der ABB im Jahr 2020 ist Siemens der größte Industriearbeitgeber der Schweiz.

## Korruptionsaffäre 2006–2008
Siemens stand zwischen 2006 und 2008 im Mittelpunkt eines der größten Korruptions-/Schmiergeldskandale der deutschen Wirtschaftsgeschichte, in dessen Folge der Vorstandsvorsitzende Klaus Kleinfeld und der Aufsichtsratsvorsitzende Heinrich von Pierer das Unternehmen verließen. Die Gesamtkosten mit erwarteten und bereits verhängten Strafen, Beraterkosten und Steuernachzahlungen beliefen sich auf 2,9 Mrd. Euro.
Am 15. November 2006 durchsuchten 200 Beamte, Steuerfahnder und Staatsanwälte mehr als 30 Bürogebäude an allen großen Siemens-Standorten, außerdem Privatwohnungen von ranghohen Mitarbeitern, wegen des Verdachts der Untreue. Dabei wurden Akten geprüft und Unterlagen sichergestellt. Anschließend wurde neben anderen das ehemalige Vorstandsmitglied Thomas Ganswindt vorübergehend in Untersuchungshaft genommen. Ein Strafprozess gegen ihn vor dem Oberlandesgericht München wurde im Mai 2011 gegen Zahlung einer Geldauflage von 175.000 Euro eingestellt. 2012 erhielt der Konzern von Ganswindt einen Schadensersatz in Höhe von 500.000 Euro.
Die Ermittlungen ergaben, dass bei Siemens über längere Zeit ein System von Schmiergeldzahlungen existierte. Über eine angeblich bis 1997 bei Siemens für Anweisungen zu Schmiergeldzahlungen benutzte Verschlüsselung zur Umwandlung von Ziffern in Buchstaben berichtete am 31. Januar 2007 The Wall Street Journal. Der ehemalige Siemens-Manager Michael Kutschenreuter soll der Staatsanwaltschaft München berichtet haben, dass zum Beispiel die Anmerkung „Legen Sie das in der Datei APP ab“ bedeutet habe, Schmiergelder in Höhe von 2,55 Prozent des Preises seien genehmigt (A=2, P=5). Den zehn Buchstaben des Schlüsselworts „MAKEPROFIT“ sei die Ziffernfolge „1234567890“ zugeordnet gewesen. Ein Siemens-Sprecher erklärte, dass ihm davon nichts bekannt sei. Der Code könnte sich als entscheidendes Hilfsmittel für die Staatsanwaltschaft erweisen, da er auf Dokumenten als Hinweis auf Anweisungen zu Schmiergeldzahlungen dienen kann.
Die Korruptionsaffäre hatte unter anderem zahlreiche personelle Konsequenzen: Heinrich von Pierer stellte am 25. April 2007 den Aufsichtsratsvorsitz zur Verfügung, und zum 30. Juni 2007 legte Klaus Kleinfeld sein Amt als Vorstandsvorsitzender nieder. Neuer Aufsichtsratsvorsitzender wurde Gerhard Cromme, Peter Löscher folgte als Vorstandsvorsitzender nach. Sie bestellten zum 1. Juli einen neuen Chief Compliance Officer, beschlossen ein Anti-Korruptionsprogramm und änderten die Anti-Korruptionsrichtlinien.
Im Oktober 2007 wurde das Unternehmen vom Landgericht München wegen Schmiergeldzahlungen im Bereich der Telekommunikationssparte Com zu einer Geldbuße in Höhe von 201 Mio. Euro verurteilt. Siemens akzeptierte das Urteil.
Neben der Korruptionsaffäre war Siemens mit verschiedenen anderen Vorwürfen konfrontiert. Im Januar 2007 wurden elf multinationale Konzerne wegen illegaler Preisabsprachen von der EU zu Geldstrafen von insgesamt über 750 Mio. Euro verurteilt (EU-Wettbewerbskommissarin Neelie Kroes: „Diese Unternehmen haben ein Kartell gebildet, das öffentliche Versorgungsunternehmen und Verbraucher mehr als 16 Jahre lang betrogen hat“). Knapp 400 Mio. Euro dieser Geldstrafe entfielen auf den Siemens-Konzern. Dies ist die zweithöchste Geldstrafe, zu der ein Unternehmen innerhalb der EU verurteilt wurde. ThyssenKrupp wurde wegen Bildung eines Preiskartells zu rund 479 Mio. Euro verurteilt (Liftkartell).
Im Zusammenhang mit der Verhaftung ihres Beraters Wilhelm Schelsky am 14. Februar 2007 bestätigte ein Siemens-Sprecher, dass Schelsky seit 2001 unter anderem für Beratungsleistungen und Mitarbeiterschulungen über 14 Mio. Euro erhalten habe. Laut Siemens habe Schelsky aber seine Leistungen als Unternehmensberater nicht ausreichend nachgewiesen, weswegen das Unternehmen Ende 2006 seinen Beratervertrag fristlos gekündigt habe. Schelsky war zuvor mit Siemens beteiligt an der ML&S GmbH in Greifswald und der NSG Netzwerk-Service GmbH in Feldkirchen bei München, die heute unter dem Namen NSG ICT Service GmbH als Teil des Cancom-Konzerns ihren Sitz in Jettingen-Scheppach hat. Schelsky war Vorsitzender der Arbeitsgemeinschaft Unabhängiger Betriebsangehöriger (AUB), einer Arbeitnehmervereinigung, die sich als „die andere Gewerkschaft“ darstellt und wurde von der AUB über 20 Jahre lang mit sehr großen Mehrheiten siebenmal wiedergewählt, bevor er sein Amt im Frühjahr 2007 niederlegte und die AUB ihm Ende Mai 2008 seine Mitgliedschaft aberkannte.
Siemens-Vorstand Johannes Feldmayer wurde nach Unternehmensangaben am 27. März 2007 festgenommen. Laut einer Siemens-Sprecherin stand die Verhaftung im Zusammenhang mit der Affäre um die AUB. Am 4. April 2007 wurde Feldmayer mit Auflagen aus der Untersuchungshaft wieder entlassen.
Ab Juni 2008 wurde dem ehemaligen leitenden Siemens-Mitarbeiter Reinhard Siekaczek vor dem Landgericht München I der Prozess wegen Untreue gegenüber seinem Ex-Arbeitgeber gemacht. Die Staatsanwaltschaft München trug insgesamt vergleichbare 58 Fälle der Untreue vor. Siekaczek war zuvor Chef der Siemens-Telefonsparte ICN. Im Mai 2010 wurde er wegen Untreue in 49 Fällen zu zwei Jahren Haft auf Bewährung und einer Geldstrafe von 108.000 Euro verurteilt.
Im Dezember 2008 einigte sich Siemens mit dem US-Justizministerium auf die Zahlung einer Geldbuße in Höhe von 450 Mio. US-Dollar und mit der United States Securities and Exchange Commission (SEC) auf eine weitere Gewinnabschöpfung in Höhe von 350 Mio. US-Dollar.
In Deutschland erließ die Staatsanwaltschaft in München parallel dazu einen Bußgeldbescheid über 395 Mio. Euro. Siemens stimmte auch der Verpflichtung von Ex-Finanzminister Theo Waigel als unabhängigem „Compliance Monitor“ zu.
Im April 2010 wurde Michael Kutschenreuter, ehemaliger Bereichsvorstand der Siemens-Kommunikationssparte Com, vom Landgericht München I zu einer Freiheitsstrafe von zwei Jahren auf Bewährung und einer Geldstrafe in Höhe von 60.000 Euro verurteilt. Der ebenfalls angeklagte ehemalige Buchhalter Kutschenreuters wurde zu 18 Monaten auf Bewährung verurteilt. Auf diese Strafen erkannte der Vorsitzende Richter Hans-Joachim Eckert nach Geständnissen der beiden Angeklagten, wobei er einen weiteren Anklagepunkt, nämlich Beihilfe zur Bestechung, fallen ließ. Beide Beschuldigten hatten in einem Deal zwischen Gericht, Staatsanwaltschaft und Verteidigern eingeräumt, Schmiergeldzahlungen gedeckt zu haben. Kutschenreuter bedauerte öffentlich, die illegale Praxis der schwarzen Kassen gedeckt zu haben. Zugleich relativierten seine Anwälte insofern, als Schmiergeld ein selbstverständlicher Teil der Firmenstrategie bei Siemens gewesen sei.
Um nach Aufarbeitung der Korruptionsaffäre den neuen Stellenwert einer ethischen Kultur des Unternehmens zu beglaubigen, gründete Siemens im September 2008 die Siemens Stiftung, die das gesellschaftliche Engagement der Siemens AG durch Projektarbeit in Europa, Lateinamerika und Subsahara-Afrika nachhaltig ausbauen soll.
Ein Verfahren gegen den ehemaligen Siemens-Finanzvorstand Heinz-Joachim Neubürger wurde im Juli 2011 eingestellt. Er hatte ein Angebot der Staatsanwaltschaft akzeptiert und 400.000 Euro an gemeinnützige Organisationen gezahlt. In einem Zivilverfahren wurde Neubürger 2013 verurteilt, an Siemens 15 Mio. Euro Schadenersatz zu zahlen, da er während der Korruptionsaffäre seine Aufsichtspflichten verletzt habe. Einen zuvor vom Gericht vorgeschlagenen Vergleich mit seinem ehemaligen Arbeitgeber hatte er abgelehnt.
2014 einigten sich Neubürger und Siemens darauf, dass Neubürger nur noch Schadenersatz in Höhe von 2,5 Mio. Euro zu leisten hatte und keine persönliche Schuld auf sich nehmen müsse. Die Hauptversammlung der Siemens AG stimmte der Vereinbarung am 27. Januar 2015 zu. Wenige Tage nach dieser Einigung beging Neubürger Suizid.
In einem der letzten Prozesse in Deutschland gegen frühere Vorstandsmitglieder von Siemens wurde Uriel Sharef, als Vorstand zuständig für Lateinamerika, im Mai 2014 vom Landgericht München I vom Vorwurf der Untreue freigesprochen. Die Vorsitzende Richterin Jutta Zeilinger begründete das Urteil mit unzureichenden Beweisen und kritisierte die Arbeit der Staatsanwaltschaft. Sharef hatte die Anklagepunkte im Zusammenhang mit der Bestechung von argentinischen Regierungsvertretern im Jahr 2003 immer bestritten. Gemäß einer Entscheidung des Bundesgerichtshofs vom September 2016 muss das Verfahren in Teilen neu verhandelt werden. Die Bundesrichter folgten insofern einigen Argumenten der Münchner Staatsanwaltschaft, die gegen das Urteil vom Mai 2014 Revision eingelegt hatte. Der Bundesgerichtshof rügte eine Passage des Landgerichtsurteils als „rechtsfehlerhaft“. Sie betraf den Vorwurf, dass Sharef eine von ihm in Südamerika angelegte und bis 1996 verwaltete schwarze Kasse mit einem Guthaben in Höhe von 35 Mio. US-Dollar nicht aufgelöst und das Geld an Siemens zurück transferiert habe. Das Landgericht München war Sharefs Einlassungen, vom weiteren Fortbestand der Kasse keine Kenntnis gehabt zu haben, unter Hinweis auf die geänderten Compliance-Strukturen bei Siemens gefolgt. Da Sharef noch 2004 von einem südamerikanischen Siemens-Vertreter um Hilfe bei der Auflösung der Kasse gebeten worden war, lag hier nach Auffassung des Bundesgerichtshofs eine fehlerhafte Beweiswürdigung vor, so dass eine andere Wirtschaftsstrafkammer des Landgerichts München den Vorwurf einer Untreue durch Unterlassung neu gegen Sharef verhandeln muss.
Im November 2014 wurde von einem Berufungsgericht in Athen gegen 64 Beschuldigte Anklage wegen Bestechung und Geldwäsche erhoben. Den Angeklagten, darunter 13 Deutsche, wurde vorgeworfen, Schmiergeldzahlungen in Höhe von 70 Mio. Euro geleistet zu haben, um Siemens einen Auftrag des staatlichen Telekommunikationsunternehmens OTE über 464,5 Mio. Euro zu verschaffen. Der Vertrag zwischen Siemens und OTE wurde 1997 unterzeichnet. Am 12. Juli 2016 wurde das Verfahren auf unbestimmte Zeit ausgesetzt, da keine hinreichenden Übersetzungen der Prozessdokumente vorlagen. In der Folge ordnete das Oberste Gericht eine Untersuchung an. Im Juli 2017 wurde der frühere Verkehrsminister Griechenlands, Tassos Mantelis, wegen Geldwäsche schuldig gesprochen. Ein Siemens-Vorsitzender in Griechenland wurde wegen Bestechung und Geldwäsche zu 12 Jahren auf Bewährung verurteilt.
Ein 800-seitiges Manuskript, auf Initiative von Siemens gefertigt, wird unter Verschluss gehalten.

## Kritik am Unternehmen

### Schwarzbuch Markenfirmen
Im 2010 veröffentlichten Schwarzbuch Markenfirmen – Die Machenschaften der Weltkonzerne wurde Siemens die Massenvertreibung und Zerstörung der Lebensgrundlagen durch Staudammprojekte vorgeworfen. Ebenso wurde Siemens eine Beteiligung am nordkoreanischen Atomprogramm unterstellt.

### Gehaltspolitik
Am 17. September 2006 wurde bekannt, dass der Aufsichtsratsvorsitzende von Pierer die Vorstandsgehälter um durchschnittlich 30 Prozent erhöhen wollte. Da für manche Siemens-Mitarbeiter Lohnkürzungen unterstellt wurden und durch eine vermutete Zusammenlegung von Bereichen mit Nokia Tausende Arbeitsplätze hätten wegfallen können, gab dies Anlass zu Kritik aus der Politik, Wirtschaft und von Kirchen. Den Gehaltsanteil aus der Erhöhung verwendete der Vorstand medienwirksam zugunsten eines Hilfsfonds für Arbeitnehmer des abgespalteten Unternehmens BenQ Mobile. Dieses musste in Deutschland am 29. September 2006 Insolvenz anmelden, nachdem der Mutterkonzern BenQ die Zahlung an seine deutsche Tochter einstellte.

### Geschäfte mit Iran
Siemens stand, neben anderen deutschen Unternehmen, durch Geschäfte mit der Islamischen Republik Iran in der Kritik. Die USA etwa forderten weltweit Unternehmen – darunter auch Siemens – auf, Geschäfte mit Iran einzustellen, bis die sogenannte Islamische Republik ihr umstrittenes Atomprogramm aufgibt. Die Jerusalem Post meldete 2008, das gesamte Handelsvolumen des Siemens-Konzerns mit Iran betrage jährlich mehr als 500 Millionen US-Dollar.
Weitere Kritik gab es auch wegen der Lieferung moderner Überwachungstechnologie an die iranische Regierung im Jahr 2008 durch das Gemeinschaftsunternehmen Nokia Siemens Networks, besonders infolge der Proteste der Opposition nach den laut Vorwurf manipulierten iranischen Präsidentschaftswahlen im Juni 2009. Diese Überwachungstechnologie kann vom iranischen Regime dazu eingesetzt werden, Gespräche im Fest- und Mobilfunknetz zu überwachen, beispielsweise um Oppositionelle aufzuspüren. Der genaue Umfang der gelieferten Technologie ist unklar – laut Presseberichten ist davon auszugehen, dass damit auch das Internet überwacht werden kann („Deep Packet Inspection“).
Bei der Hauptversammlung im Januar 2010 gab der Konzern bekannt, ab Mitte des Jahres 2010 keinerlei Geschäfte mehr mit Iran zu machen.

### Russlandgeschäft
Im Jahr 2009 bestrafte die Weltbank ein russisches Tochterunternehmen von Siemens: Die Firma habe sich in Verbindung mit einem Verkehrsprojekt in Moskau an „betrügerischen und korrupten Praktiken“ beteiligt und zwischen 2005 und 2006 rund drei Mio. US-Dollar an Schmiergeldern gezahlt.
Im August 2010 stoppten Zollbeamte am Frankfurter Flughafen eine Siemens-Sendung mit Schalterkomponenten und Rechenmodulen. Das Paket war für eine Tochter des russischen Atomkonzerns Rosatom bestimmt, die Nuklearfirma Atomstroyexport, die am Bau des iranischen Atomreaktors in Buschehr beteiligt war. Atomstroyexport wiederum wollte die Siemens-Sendung nach Informationen deutscher Behörden von Frankfurt über Moskau zum Kernkraftwerk Buschehr weiterleiten. Die Weiterleitung der Siemens-Komponenten hat nach Auffassung der Behörden gegen das EU-Iran-Embargo verstoßen. Siemens geriet in diesem Zusammenhang in Erklärungsnot. Siemens habe nicht gewusst, dass die Module über den russischen Empfänger weiter in den Iran transportiert werden sollten, sagte ein Konzernsprecher.
Zwei Wochen nach der Krim-Annexion durch Russland und nachdem die Europäische Union Wirtschaftssanktionen gegen Russland verhängt hatte, reiste Siemens-Chef Joe Kaeser nach Moskau, um sich mit dem russischen Präsidenten Wladimir Putin und dem Eisenbahnchef Wladimir Jakunin zu treffen, der persönlich auf der Sanktionsliste der EU steht. In Moskau lobte Kaeser die „vertrauensvollen Beziehungen“ zu Russland und sagte, dass Siemens sich in seinen Geschäften nicht von „kurzfristigen Turbulenzen“ leiten lasse. Der Zeitpunkt des Besuchs sowie Kaesers Äußerungen und Auftreten vor den Kameras gaben Anlass zur Kritik, dass Siemens die Bedeutung der Krim-Annexion herunterspiele und den eigenen Profit über das Völkerrecht und die Interessen Europas stelle. Siemens stand 2014 den Russland-Sanktionen der EU ablehnend gegenüber.
Siemens wurde verdächtigt, Sanktionen durch die Lieferung von Gasturbinen auf die Krim verletzt zu haben. Die EU, die Vereinigten Staaten und andere Länder haben wegen der Krim-Annexion den Export bestimmter Güter auf die von Russland besetzte Halbinsel verboten, vor allem für die Energieförderung. Im März 2015 bestellte Technopromexport, eine Tochterfirma des russischen Staatskonzerns Rostec, vier Kraftwerksturbinen von Siemens. Laut Vertrag waren sie für ein neues Elektrizitätswerk im südrussischen Taman vorgesehen. Dabei handele es sich aber um eine Formalität, um die Krim-Sanktionen zu umgehen, wie die russische Zeitung Wedomosti im Juni 2015 unter Berufung auf hohe russische Beamte mitteilte. Tatsächlich seien die Turbinen für die von Russland annektierte Krim bestimmt und Siemens wolle sie trotz Sanktionen an ihre eigentlichen Bestimmungsorte in Sewastopol und Simferopol liefern, berichteten internationale Medien. Siemens dementierte die Berichte und versicherte, das Unternehmen würde sich an die Sanktionsbeschlüsse halten. 2016 wurde am vertraglich vereinbarten Bestimmungsort Taman der Bau des Gaskraftwerks abgesagt, wohingegen auf der Krim der Bau der Elektrizitätswerke voranging. Trotz dieser Entwicklungen versicherte Siemens 2016 erneut, dass die Turbinen in Taman und nicht auf der Krim zum Einsatz kommen würden. Im Juli 2017 bestätigte Siemens Medienberichte, dass die Gasturbinen auf die Krim transportiert wurden. Die Lieferung sei jedoch „gegen den Willen“ des Konzerns geschehen. Der russische Abnehmer Technopromexport räumte ein, die Siemens-Turbinen umgerüstet und auf die Krim gebracht zu haben. Technopromexport behauptet außerdem, Siemens wurde vor der Lieferung der Gasturbinen auf die Krim ein Rückkauf der Geräte angeboten. Das deutsche Unternehmen habe das Angebot jedoch abgelehnt. Siemens bestreitet das und sieht sich von seinen Geschäftspartnern hintergangen, da der Vertrag eine Lieferung an die Krim untersagt hätte. Der Konzern reichte vor einem Moskauer Gericht Anzeige gegen zwei Rostec-Tochterunternehmen ein, das Moskauer Gericht wies die Klage vorerst aus formalen Gründen ab. Siemens fordert zudem von der Montagefirma ZAO Interautomatika, an der Siemens zu 46 Prozent beteiligt ist, Aufträge auf der Krim sofort zu stoppen und hat angekündigt, sich von der Minderheitsbeteiligung ganz zu trennen. Die Bundesregierung rügte den Konzern. „Es liegt in der Verantwortung des Unternehmens, dass Exportgesetze und Sanktionen eingehalten werden“, sagte eine Sprecherin des Wirtschaftsministeriums. Über mögliche Konsequenzen eines solchen „gänzlich inakzeptablen“ Vorganges werde beraten, sagte Regierungssprecher Steffen Seibert.
Am 20. August 2017 wurde bekannt, dass das Moskauer Schiedsgericht die Beschlagnahme vier sanktionswidrig auf die Krim gelieferter Turbinen ablehnte; Siemens hatte den Empfänger Technopromexport auf Rücklieferung oder Rückabwicklung verklagt. Im November 2018 teilte die Hamburger Staatsanwaltschaft mit, dass in der Affäre um den illegalen Export von Gasturbinen auf die Krim gegen drei Deutsche, die für Siemens in Sankt Petersburg arbeiten, ermittelt wird. Die Staatsanwaltschaft sprach von sieben Turbinenanlagen im Wert von 213 Mio. Euro, die über den Hamburger Hafen an Technopromexport verschifft worden seien. Siemens hatte bis dato von vier Turbinen gesprochen.
Im Mai 2022 teilte Konzernchef Roland Busch mit, dass Siemens sich nach 170 Jahren wegen des russischen Überfalls auf die Ukraine vom russischen Markt zurückziehen werde. Busch erklärte: „Wir verurteilen den Krieg in der Ukraine und haben beschlossen, unsere industriellen Geschäftsaktivitäten in Russland in einem geordneten Prozess zu beenden.“ Laut Angaben des Magazins Spiegel erzielte der Konzern zuletzt rund ein Prozent seines Umsatzes in Russland und Belarus.

### Steinkohlebergwerk Carmichael
Siemens bestätigte im Dezember 2019 einen Auftrag zur Lieferung von Signaltechnik für die Bahnlinie des Steinkohlebergwerks Carmichael in Australien. Der Auftrag stößt bei Umweltverbänden, Anwohnern, Politikern und indigenen Gruppen weltweit auf Kritik. Am Freitag, den 10. Januar 2020, fanden von Fridays for Future unter dem Motto „Stop Adani“ in ganz Deutschland Proteste gegen die Siemens-Lieferung vor Firmeneinrichtungen statt. Dabei wurde auch eine Petition mit über 57.000 Unterschriften gegen die Lieferung übergeben. Siemens-Chef Joe Kaeser zeigte sich kooperationsbereit und stimmte einem Gespräch mit den Klimaaktivisten Luisa Neubauer und Nick Heubeck zu.
Am 12. Januar 2020 teilte Kaeser mit, dass Siemens an dem Liefervertrag festhalten werde. Er begründete die Entscheidung in einer Pressemitteilung auch mit nötiger Vertragstreue gegenüber den Kunden und der Verantwortung für die Arbeitsplätze bei Siemens. Nach dieser Entscheidung kam es zu weiteren Protesten.

### Geschäfte mit der Diktatur in Belarus
Im Mai 2021 forderte eine Gruppe Europaabgeordneter Siemens dazu auf, die Kooperation mit der Regierung des belarussischen Diktators Aljaksandr Lukaschenka einzustellen. Zur Jahreswende 2019/2020 hatte Siemens zusammen mit dem belarussischen staatlichen Energieunternehmen RUE Vitebskenergo die Lieferung von Gasturbinen für zwei Kraftwerke beschlossen. Siemens hatte angekündigt, die Menschenrechtssituation in Belarus genauer zu beobachten. Die Lieferung von Gasturbinen würde aus der Sicht des Unternehmens lediglich die Entwicklung der Energieinfrastruktur des Landes unterstützen.

## Lobbyisten
Siemens nutzt die Erfahrungen und das Netzwerk von Politikern für Lobbyarbeit. Seit Oktober 2009 ist der ehemalige deutsche Bundesaußenminister, Vizekanzler und Grünen-Vorsitzende Joschka Fischer als Lobbyist für Siemens tätig. Ebenso arbeitete die ehemalige Außenministerin der USA, Madeleine Albright, für den Konzern; sie beriet Siemens „in außenpolitischen und unternehmensstrategischen Fragen“. Leiter der Siemens-Vertretung bei der EU in Brüssel ist seit 2007 der ehemalige EU-Botschafter der deutschen Bundesregierung, Wilhelm Schönfelder.